# Réserve naturelle nationale des hauts plateaux du Vercors
Ne pas confondre avec la réserve de vie sauvage du Vercors
La réserve naturelle nationale des Hauts-Plateaux du Vercors (RNN74) est une réserve naturelle nationale située au cœur du Vercors en Auvergne-Rhône-Alpes, à cheval sur les départements de la Drôme et de l'Isère. Créée en 1985 sur une superficie de 17 030,40 ha, elle englobe 10 % du territoire du parc naturel régional du Vercors et constitue la plus vaste réserve naturelle terrestre de France métropolitaine. Elle protège la zone des Hauts-Plateaux constitués d'alpages, de forêts, de pré-bois, de lapiaz et de falaises.

## Localisation

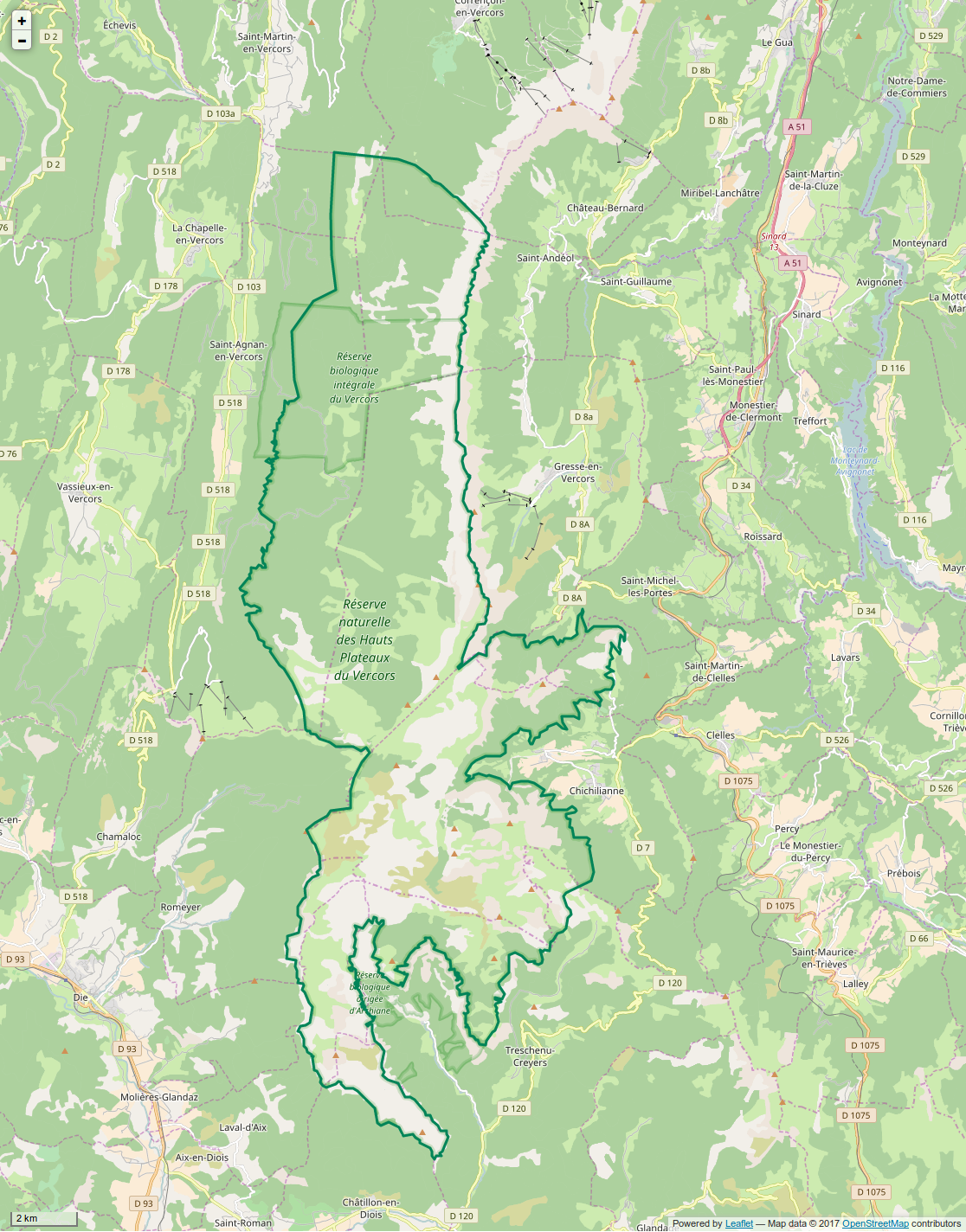
Périmètre de la réserve naturelle.

Le territoire de la réserve naturelle se trouve dans les départements de l'Isère et de la Drôme. Il concerne les communes de Châtillon-en-Diois, Chichilianne, Corrençon-en-Vercors, Gresse-en-Vercors, La Chapelle-en-Vercors, Saint-Martin-en-Vercors, Laval-d'Aix, Romeyer, Saint-Agnan-en-Vercors, Saint-Andéol, Saint-Martin-de-Clelles, Saint-Michel-les-Portes et Treschenu-Creyers. L'altitude s'échelonne de 1 050 m à 2 341 m au sommet du Grand Veymont.
Outre les Hauts-Plateaux, le territoire englobe également le Mont Aiguille et ses alentours.
La réserve naturelle n'abrite aucun habitat permanent ni aucune route à grande circulation : seules des routes forestières la parcourent.

## Description
La réserve naturelle des Hauts-Plateaux du Vercors s'étire en longueur du nord au sud sur une trentaine de kilomètres. Son gradient altitudinal à tendance à augmenter de l'ouest vers l'est et du nord vers le sud.
Les paysages du nord de la réserve naturelle sont principalement fermés et forestiers. On y trouve de nombreuses forêts sur lapiaz, principalement peuplées d'Épicéas commun, de Sorbiers des oiseleurs ou de Bouleaux verruqueux. Cette forêt est entrecoupée de vastes clairières comme celles de Darbounouse, de Carette ou du Rey Blanc. L'altitude de ce secteur du plateau est assez faible, comprise entre 1 200 m et 1 400 m.
À l'est, du massif de la Moucherolle, situé au nord de la réserve naturelle, jusqu'au Grand Veymont, court la ligne de crête orientale du Vercors. Les sommets y avoisinent tous les 2 000 m, entrecoupés de pas, et surplombent le Trièves du haut de falaises atteignant parfois 400 m. Les plus hauts sommets de ce secteurs, du nord vers le sud, sont les suivants :
- Rocher du Playnet (1 994 m)
- Rocher de La Peyrouse (2 011 m)
- Rancs Traversier (2 090 m)
- Malaval (2 097 m)
- Rocher de Séguret (2 051 m)
- Roche Rousse (2 105 m)
- Pierre Blanche (2 106 m)
- Grand Veymont (2 341 m)

À l'ouest des Hauts-Plateaux s'étend une forêt plus dense et plus haute, dépourvue de grande clairières. Cette dernière atteint localement 1 600 m d'altitude et est principalement composée de Hêtres communs, d'Érables sycomores et de Sapins blancs.
À l'est, la réserve naturelle englobe le mont Aiguille et ses alentours, y compris le col de l'Aupet, jusqu'au hameau de La Bâtie. Sur les parties basses, le paysage est très forestier, mais le sommet du mont Aiguille est occupé par une prairie alpine très préservée et riche en plantes à fleurs.

Dans le sud des Hauts-Plateaux, le paysage s'ouvre, globalement au sud d'une ligne Grand Veymont - La Coche. La forêt s'y fait moins dense et est principalement composée de Pins à crochets, entrecoupée de nombreuses clairières comme celles de Grande Cabane, de la Jasse de la Roche, la plaine de La Queyrie, la prairie du Jas Neuf ou celle du Chaumailloux. L'altitude y est plus élevée que dans le nord, entre 1 500 m et 1 600 m.

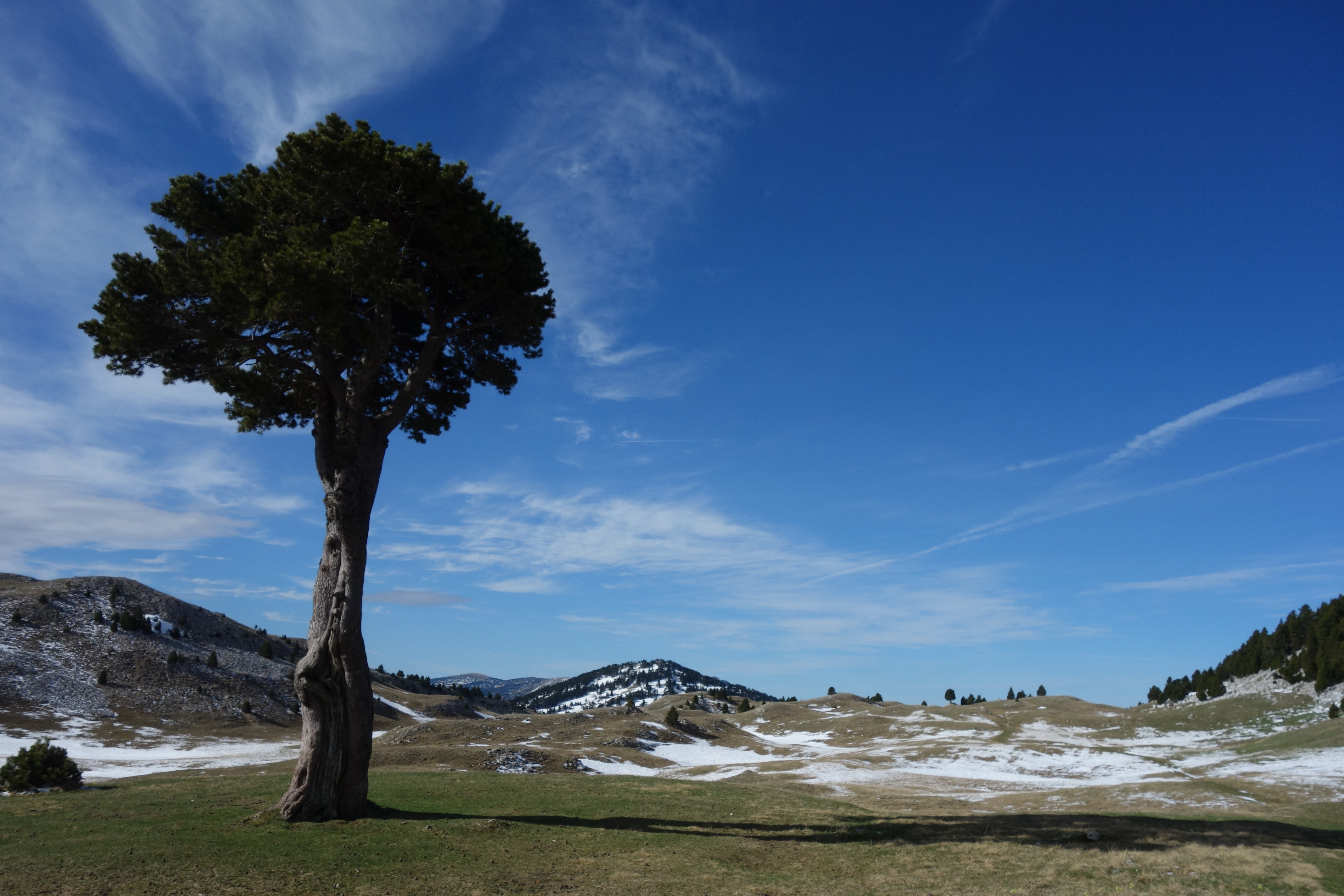
L'arbre taillé de la Queyrie.

Au sud-est, le paysage s'ouvre carrément pour ressembler à une steppe d'altitude au relief doux peuplée de rares arbres, sur les secteurs de Chamousset et de Jardin du Roi. L'altitude moyenne y est élevée, aux alentours de 1 800 m et plusieurs sommets marquent le paysage comme :
- Tête Chevalière (1 951 m)
- la Montagnette (1 972 m)
- la Croix du Lautaret (1 951 m)

Ce secteur se termine par la pointe de Tussac, occupée par une grande forêt de Pins à crochets, et le Vallon de Combeau, également peuplé d'une forêt assez ouverte de Pins à crochets.
Le sud-ouest est occupé par le massif du Glandasse, encadré de falaises hautes de plus de 500 m par endroits, qui surplombent à l'ouest la ville de Die et la vallée de la Drôme et à l'est le cirque d'Archiane. Les Pins à crochets y sont très présents, avec des secteurs plus ouverts vers la Bergerie de Laval-d'Aix, le Dôme du Glandasse ou le Plateau de Châtillon. L'altitude y est élevée avec quelques sommets marquants comme :
- Roc de Peyrolle (2 016 m)
- Dôme du Glandasse ou Pié Ferré (2 041 m)
- Roc d'Ambane (1 996 m)

Le grand intérêt paysager de ce territoire est reconnu par l'existence de plusieurs sites classés, comme celui de Pas de l'Aiguille et celui du cirque d'Archiane.

## Histoire

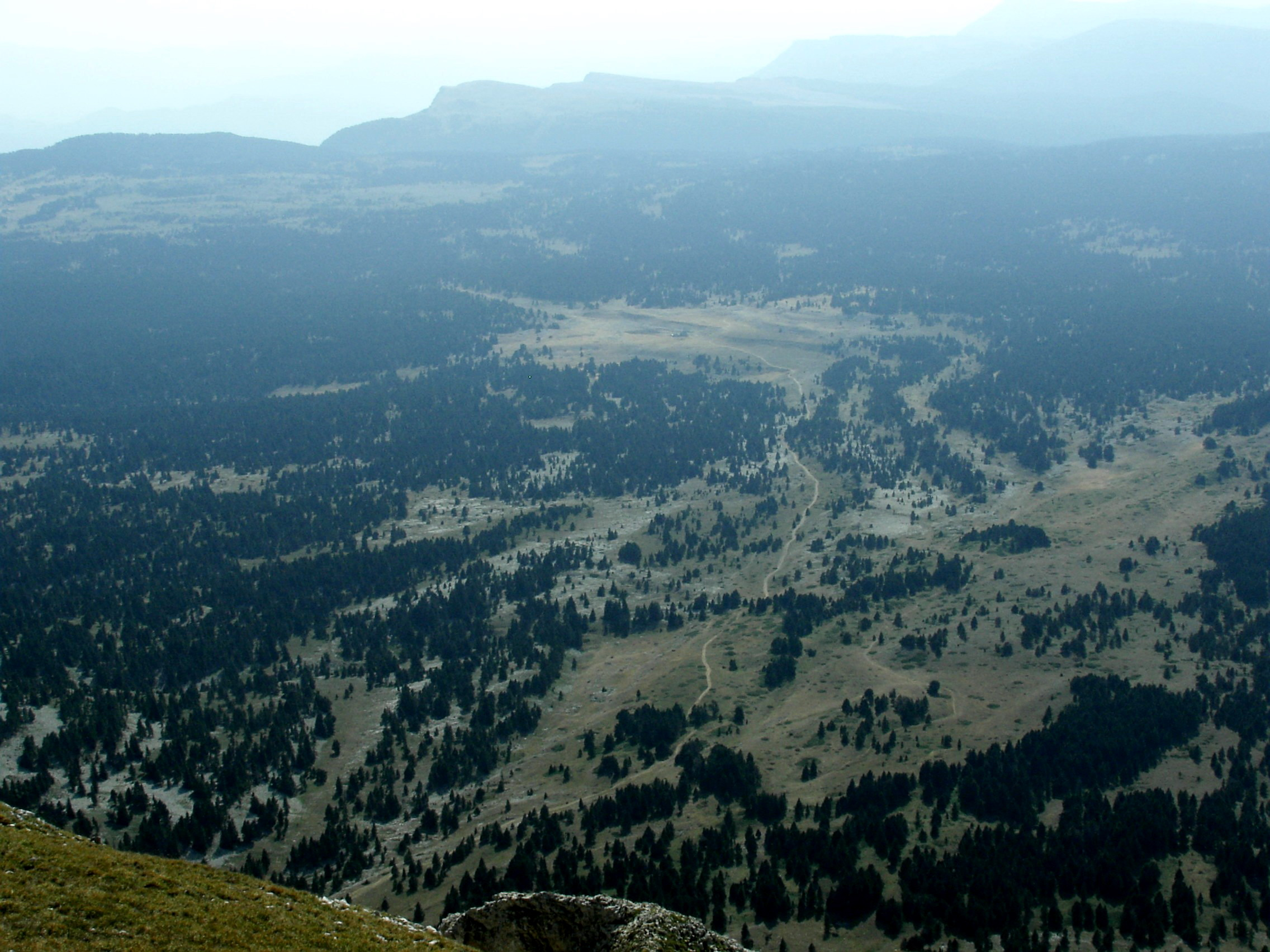
Vue aérienne des hauts plateaux.

Le Vercors est apparu il y a 240 millions d'années en surgissant des profondeurs de l'océan. Son histoire géologique se décompose en des phases successives : sédimentation, émergence, érosion. Le calcaire, roche sédimentaire est omniprésent et a déterminé les activités humaines. Un autre facteur déterminant est le climat très constrasté à la frontière entre les Préalpes du nord et celles du sud.

### Préhistoire
Les premières traces humaines connues aux abords de la réserve naturelle sont ceux de campements de Néandertaliens dans la vallée de la Vernaison et sur le plateau de Beurre datant d'entre 140 000 et 45 000 ans selon les sites. Les conditions climatiques de l'époque sont alors proches de celles actuelles, et la faune présente n'est pas si éloignée de celle que l'on peut observer aujourd'hui : Bison des steppes, Ours brun, Loup gris, Cerf élaphe, Chamois, bouquetins, marmottes…
Lors du dernier maximum glaciaire, de petites calottes glaciaires se développent localement, comme dans le vallon de Combeau, au Pas de la Selle ou au Pas des Bachassons. Des traces de cette époque, comme des moraines glaciaires, sont bien visibles sur certains secteurs, comme au Pas des Bachassons. Aucune trace humaine aussi ancienne n'a été découverte, et ce site devait présenter peu d'intérêt pour les humains de l'époque.
De nombreux restes d'Ours des cavernes ont été retrouvés dans les grottes des Hauts-Plateaux, l'espèce semble avoir disparu du Vercors, où elle avait été abondante, il y a environ 18 000 ans.
Les premières traces d'occupation récente dans le Vercors remontent au Tardiglaciaire, entre -15 000 et -12 000 ans avant notre ère, lors du Magdalénien. Les Hauts-Plateaux étaient alors recouverts d'une steppe qui abritait une faune diversifiée : Ours brun, Rennes, Chevaux sauvages, Aurochs, bouquetins, marmottes, Lièvre variable, Lagopède des saules, Harfang des neiges…
Cette steppe, constituée de végétation rase, était structurée par des espèces des genres Artemisia, des Amaranthaceae, des Poaceae et des Cyperaceae, ce qui correspond à un cortège aujourd'hui observable dans les steppes pannoniennes, et donc à des paysages probablement proches de ces derniers.
Des traces d'Humains sont connues à cette époque dans la vallée de la Vernaison, au pied ouest des Hauts-Plateaux, et sur la réserve naturelle. Cette dernière ne semble cependant n'avoir constitué que des zones de halte lors d'expéditions de chasse ou d'exploration.
Il y a 12 000 ans, avec le réchauffement du climat, les Rennes disparaissent et sont remplacés dans de nombreux secteurs par des Cerfs élaphes. Les Hauts-Plateaux se situent alors sur le front d'avancée de la forêt, avec l'apparition de Pin à crochet et d'arbres du genre Betula, mais également une importante présence de Cyperaceae ce qui suggère un paysage humide, à l'image de la taïga du centre de la Finlande.
La steppe fera un bref retour lors du refroidissement du Dryas, avant de céder définitivement la place à des associations liées à des climats plus doux.
Le Mésolithique est l'une des périodes les plus riches en vestiges sur les Hauts-Plateaux, avec pas moins de 6 sites d'importance connus actuellement sur le territoire de la réserve naturelle, uniquement des restes de campements en plein air. Il se développe entre -9600 et -6000 ans avant notre ère.
Avec le réchauffement général, le Vercors vit son optimum climatique vers -7000 avant notre ère, la forêt recouvre alors entièrement les Hauts-Plateaux. Cette dernière est alors principalement composée de pins, mais on y trouve également des bouleaux, des aulnes, des charmes ou des chênes caducifoliés. Ce cortège traduit également un assèchement du climat. Les parties plus basses étaient probablement peuplées de chênes, de tilleuls et de noisetiers mais, fait marquant, le Hêtre commun n'est à priori pas encore présent à cette époque, alors qu'il structure aujourd'hui une grande partie des forêts de l'étage montagnard. La faune se compose alors de Cerfs élaphes, Chamois des Alpes, Bouquetins des Alpes, Sangliers d'Eurasie, Ours bruns, Loups gris…
Certains sites fouillés sur les Hauts-Plateaux traduisent une fréquentation saisonnière, par des Humains de diverses origine, comme des sites de rassemblement utilisés pour chasser, mais également échanger. C'est le cas de Pré Peyret ou Chaumailloux par exemple. Les silex, nécessaires à la fabrication d'outils et d'armes, ne sont pas présents sur les Hauts-Plateaux. Ceux retrouvés proviennent du plateau de Vassieux, d'Ambel, du Diois, du Val de Lans, du Dévoluy et du Haut-Buëch, témoins des importants déplacements de l'époque.
Il y a 8000 ans, des Humains explorent au moins deux grottes du nord des Hauts-Plateaux, et y laissent pour trace quelques silex taillés, et surtout les restes de leurs torches carbonisées. Ces torches sont faites en Pin à crochet, l'espèce devait donc déjà être présente aux alentours de ces grottes à cette époque.
Il y a 7800 ans, la végétation change brusquement, et le Hêtre commun et le Sapin blanc sont alors prédominant à l'étage montagnard, c'est l'apparition des forêts de montagne que nous connaissons aujourd'hui et qui peuplent les zones <1500 m d'altitude sur la réserve naturelle.
Autour de -5500 avant Jésus Christ, les cultures mésolithiques laissent la place à celles néolithiques, qui vont peu à peu délaisser les zones de chasse d'altitude. Les traces de fréquentation humaine se font alors très rares sur les Hauts-Plateaux pendant plusieurs millénaires.
Il y a 4800 ans, un nouveau venu apparait à son tour sur les Hauts-Plateaux, c'est l'Épicéa commun, espèce structurante de nombreux peuplements actuels du nord des Hauts-Plateaux, qui vient partiellement remplacer les Sapins blancs. Il ne formera cependant pas de réelle forêt avant plusieurs millénaires.

### Antiquité
La pression de l'activité humaine commence à se faire ressentir sur la flore autour de -2000 av. J.-C. Elle est probablement liée à des périodes de défrichement et à un possible premier développement du pastoralisme, sans preuve actuellement connue aussi ancienne. Les cortèges observés dans le registre palynologique s'appauvrissent, les arbres se font plus rares au profit des herbacés. Le cortège évolue également vers des espèces à affinité des milieux humides, voire à la formation de lacs localement, comme dans la Combe Chevalière.
Lors de l'Antiquité les Gallo-Romains ont notamment construit une carrière sur la plaine de La Queyrie, à 1 800 m d'altitude, en activité lors du Ier siècle après JC. L'Axe principal reliant Die à Grenoble passait alors par les Hauts-Plateaux. Les vestiges restent cependant assez rare, et la fréquentation des Hauts-Plateaux peu connue à cette époque. Les paysages devaient être assez similaires à ceux actuels.
Au Vème siècle, à la chute de l'Empire romain d'Occident, la région passe sous la domination du royaume des Burgondes.

### Moyen-Âge
Le royaume des Burgondes, devenu royaume de Bourgogne en 534, se maintient jusqu'au Xe siècle sous diverses formes successives au sein de l'Empire Carolingien puis est disloqué. La région passe alors sous le contrôle du royaume d'Arles, sous la domination du Saint Empire Romain Germanique, domination effective jusqu'au XIVe siècle.
La moitié sud du massif est rattachée au marquisat de Provence et passe sous domination occitane des Comtes de Toulouse dès le XIème. Ce lien de vassalité est dissous à la suite de la croisade albigeoise et la région de Die est récupérée par la couronne française en 1279.
Le nord du massif est quant à lui rattaché au royaume de France en 1349, avec la province du Dauphiné.
Ecologiquement, c'est à cette période que se développent les premières pessières naturelles, forêts structurées par l'Épicéa commun.
Les traces les plus anciennes de pastoralisme avéré sur les Hauts-Plateaux du Vercors datent de la fin de la période, au XIIIème siècle.
C'est probablement entre la fin du Moyen Âge et la Renaissance que le bouquetin des Alpes disparait des Hauts-Plateaux, et du Vercors, victime d'une chasse excessive. Il en va de même pour d'autres espèces, telles que l'ibis chauve, qui peuplait les Alpes jusqu'au XVIe siècle dans la partie orientale du massif, dernier refuge de l'espèce.

### Renaissance
Cette période est très peu connue et étudiée sur les Hauts-Plateaux du Vercors. Dans les alentours proches, les vallées du Vercors ont été très touchées par les guerres de religions, le Dauphiné constituant un bastion protestant.
On retrouve cependant des sources datant du début de la période, dans la deuxième moitié du XVe siècle, qui permettent d'en savoir plus sur les activités humaines pratiquées dans la région. La population du Vercors y est décrite comme très pauvre, et s'oppose aux lois édictées par le dauphin, futur Louis XI, qui cherche à y règlementer la chasse. En effet, la population locale vit alors beaucoup de la vente de fourrure de martres, fouines, renards, lynx ou chamois, avec un mode de vie décrit comparable à celui des trappeurs qui parcourront l'Amérique du Nord dans les siècles suivants.

### Epoque récente
Au cours des XVIIIe et XIXe siècles, l'exploitation forestière se développe massivement sur les Hauts-Plateaux, et le pastoralisme s'intensifie, en écho à l'augmentation générale des populations humaines en milieu rural. Le charbonnage se développe au XIXe siècle et sera pratiqué jusqu'au milieu du XXe siècle. Cette pratique, consistant à chauffer et cuire à l'étouffée du bois pour le transformer en charbon, s'est développée sur le Vercors en général de manière massive, au point de frôler la disparition des forêts au début du XXe siècle. Ce développement est tel, qu'une petite ligne de chemin de fer relie alors la plaine de Darbounouse, au nord de la Réserve naturelle, aux Quatre Montagnes, afin de faciliter l'exportation du charbon de bois.
Dans le sud des Hauts-Plateaux, les Pins à crochets sont exploités massivement à partir de la fin du XIXe siècle et jusqu'à la première guerre mondiale afin de produire de la poix, mais aussi pour alimenter en combustible les thermes résineuses de Die. Pour acheminer le bois abattu dans les vallées, des tyroliennes géantes sont construites, notamment sur le Glandasse et à Tussac.
L'exploitation massive des Hauts-Plateaux durant deux siècles est marquée par de nombreuses extinctions. Le Lynx boréal, le Vautour fauve, le Vautour moine, possiblement le Vautour oricou, le Gypaète barbu et le Cerf élaphe disparaissent au XIXe siècle. Le Grand Tétras suit le même chemin dans les dernières années du siècle. Au début du XXe siècle, c'est le Loup gris qui tire sa révérence, suivi par l'Ours brun, dont les dernières observations ont lieu dans les années 1940. Le Percnoptère d'Égypte les rejoint dans les années 1960. L'Aigle royal et le Chamois des Alpes ont également frôlé l'extinction à cette époque. Poison, développement des armes à feu, et surexploitation des milieux expliquent cette grande vague d'extinctions, qui sera partiellement compensée par un changement profond de mentalité à partir des années 1970 et le début d'une nouvelle vague importante : celle des réintroductions.
La pression pastorale baisse également à partir de la seconde moitié du XXe siècle, les troupeaux grossissent mais le nombre d'estives diminue fortement. La forêt peut alors commencer sa reconquête des Hauts-Plateaux.
Dans l'histoire récente, les Hauts-Plateaux ont été le théâtre de la bataille des Pas en juillet 1944 lors de l'opération menée par les nazis contre les résistants du Vercors. Un mémorial et des plaques commémorent cet évènement au niveau du Pas de l'Aiguille, du Pas de la Ville et du Pas de Berriève.

### Historique de la protection du site
Il y a peu de sources concernant l'écologie et la prise en compte de la biodiversité ou des paysages des Hauts-Plateaux du Vercors avant le début du XXe siècle.
Cependant, ce site a constitué le premier projet de parc national de France, sur un périmètre très similaire à celui de la réserve naturelle actuelle. Ce projet de parc, initié en 1935, avait pour but de protéger les derniers Ours bruns des Alpes, et les paysages caractéristiques des Hauts-Plateaux. On y retrouve mentionné l'abondance particulière de Gélinottes des bois, de Lagopèdes alpins, ou les présence de Chamois des Alpes et des Sangliers, revenus naturellement d'après les auteurs dans les années 1920.
Dès cette époque, des réintroduction, comme celles du Cerf élaphe, ou des renforcements de population, pour l'Ours brun, sont envisagées.
Ce projet sera abandonné en 1939 au début de la Seconde Guerre mondiale.
La protection des Hauts-Plateaux du Vercors revient au cœur des débats dès 1970, avec la création du parc naturel régional du Vercors. Poussée par ce dernier et l'association Vercors Nature, et face à des véléités d'y développer des sites dédiés aux sports d'hiver, la réserve naturelle nationale des Hauts-Plateaux du Vercors est créée le 27 février 1985.

## Le mont Aiguille

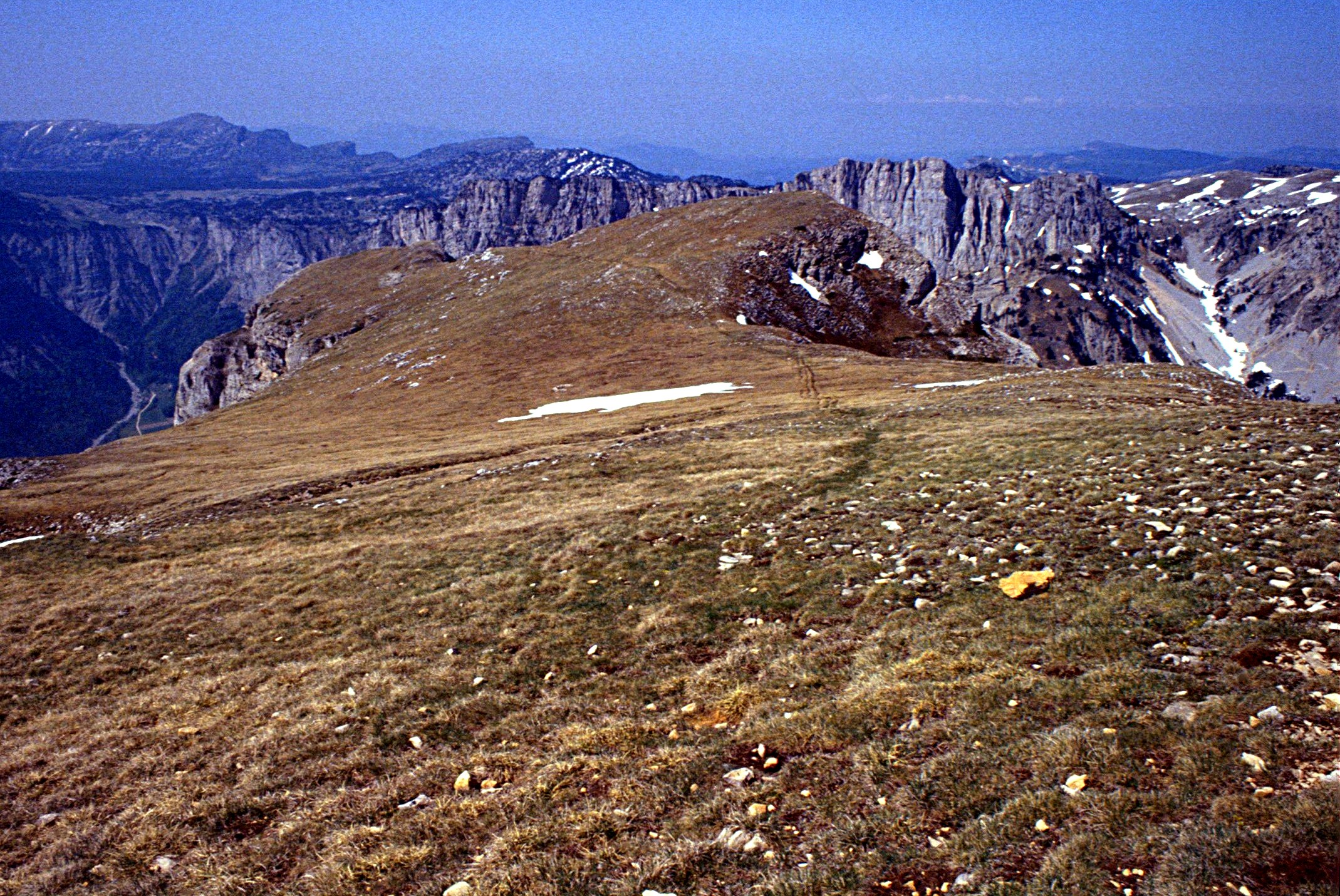
La prairie sommitale.

Le mont Aiguille, haut de ses 2 085 m est l'un des sites les plus emblématiques du Vercors et des Alpes. Sa silhouette est très connue et présente dans le culture locale. Il est entièrement inclus, ainsi que la majeure partie de son piémont, dans la Réserve naturelle nationale des Hauts-Plateaux du Vercors.
Le mont Aiguille est également un site historique important. Il a en effet vu les premiers pas de l'alpinisme, avec une ascension réussie le 26 juin 1492 par Antoine de Ville et ses compagnons. Cette ascension a été réalisée sur ordre du roi de France Charles VIII avec des moyens rudimentaires, principalement composés de pitons forgés, d'échelles et d'échafaudages. La seconde ascension ne fut réalisée que presque 350 ans plus tard, en 1834.
Le mont Aiguille est aujourd'hui très fréquenté par les grimpeurs et alpinistes, car son ascension est réputée simple, mais n'est pas dénuée de risques. Le bivouac à son sommet a été interdit par les communes concernées par le mont Aiguille en 2022 pour des raisons environnementales.
D'un point de vue écologique, le mont Aiguille est très étudié car sa prairie sommitale a évolué sans influence humaines durant une grande partie de son existence, la fréquentation n'y étant vraiment marquée que depuis environ 70 ans. De plus, aucune activité modifiant la structure des paysages, comme le pastoralisme, ne s'y est jamais développée. Des études sont menées au sommet par le Conservatoire botanique national Alpin depuis 2012 afin de mieux comprendre cette prairie et son fonctionnement, et une station météorologique y a été installée.
La faune y est riche, avec notamment une présence régulière de Bouquetins des Alpes au sommet, ainsi qu'une population de Campagnol des neiges qui s'y développe. Les oiseaux ne sont pas en reste avec notamment le Tichodrome échelette, le Chocard à bec jaune ou le Vautour fauve qui y sont observés presque quotidiennement.
La flore y est particulièrement étudiée, avec certaines espèces particulièrement bien représentées sur la prairie sommitale comme le Lis de saint Bruno, le Lis martagon, l'Orchis globuleux ou l'Orchis moucheron. Les zones de suintement sur les parties rocheuses sont occupées par la Grassette des Alpes, et de nombreuses Primevères oreille d'ours, une espèce protégée au niveau national, poussent sur les rocailles, y compris sur la voie normale.

## Climat
Le climat des Hauts-Plateaux du Vercors est particulièrement rude. L'hiver est long, et l'enneigement habituellement important entre les mois de novembre et avril.Les températures peuvent localement descendre en dessous de −30 °C dans des combes à froid ou sur les hauteurs. Le vent est omniprésent toute l'année et à tendance à créer des congères et souffler la neige des sommets en hiver.
Le printemps est court et pluvieux, avec des gelées nocturnes régulières jusqu'à début juin. L'été est souvent marqué par une période de sècheresse, entrecoupée d'orages. La température peut dépasser les 30 °C au soleil, surtout dans le sud des Hauts-Plateaux, et l'eau est très rare. Les gelées nocturnes ne sont pas rares à partir de la fin du mois d'août.
L'automne est marqué, avec beaucoup de brouillard et des premières neiges qui interviennent habituellement entre fin septembre et début octobre. C'est une saison souvent humide et fraîche sur les Hauts-Plateaux du Vercors.
La pluviométrie annuelle est élevée, avec en moyenne 1 552 mm de précipitations sur la station de Gerland, secteur le plus arrosé des Hauts-Plateaux, qui se font en grande partie sous forme de neige. Elle sont très contrastés entre le nord et le sud de la réserve naturelle, avec par exemple seulement 811 mm annuels sur le Jardin du Roi, au sud du territoire, et 1 171 mm/an sur Darbounouse, au nord. Les zones de crête autour du Grand Veymont sont les plus arrosés avec 1 600 à 1 800 mm de précipitations annuel en moyenne.
La température moyenne annuelle varie grandement entre les altitude. Elle est de 4,7 °C sur la station de Gerland, à 1 600 m d'altitude.
D'une façon générale, ce climat est considéré comme montagnard, à influence continentale dans la moitié nord de la Réserve naturelle, et à influence méditerranéenne dans la moitié sud.
Ce climat est étudié et suivi et la réserve naturelle est un observatoire écoclimatique depuis 2004, avec notamment des stations météorologiques sur la Tête Chevalière, le Jardin du Roi, le Mont Aiguille, Gerland, Darbounouse ... Ce terrain est utilisé comme terrain d'étude par le CNRS. Les études menées mettent en évidence un net réchauffement des températures moyennes depuis les références des années 1970 et une modification marquée des régimes hydriques.

## Géologie

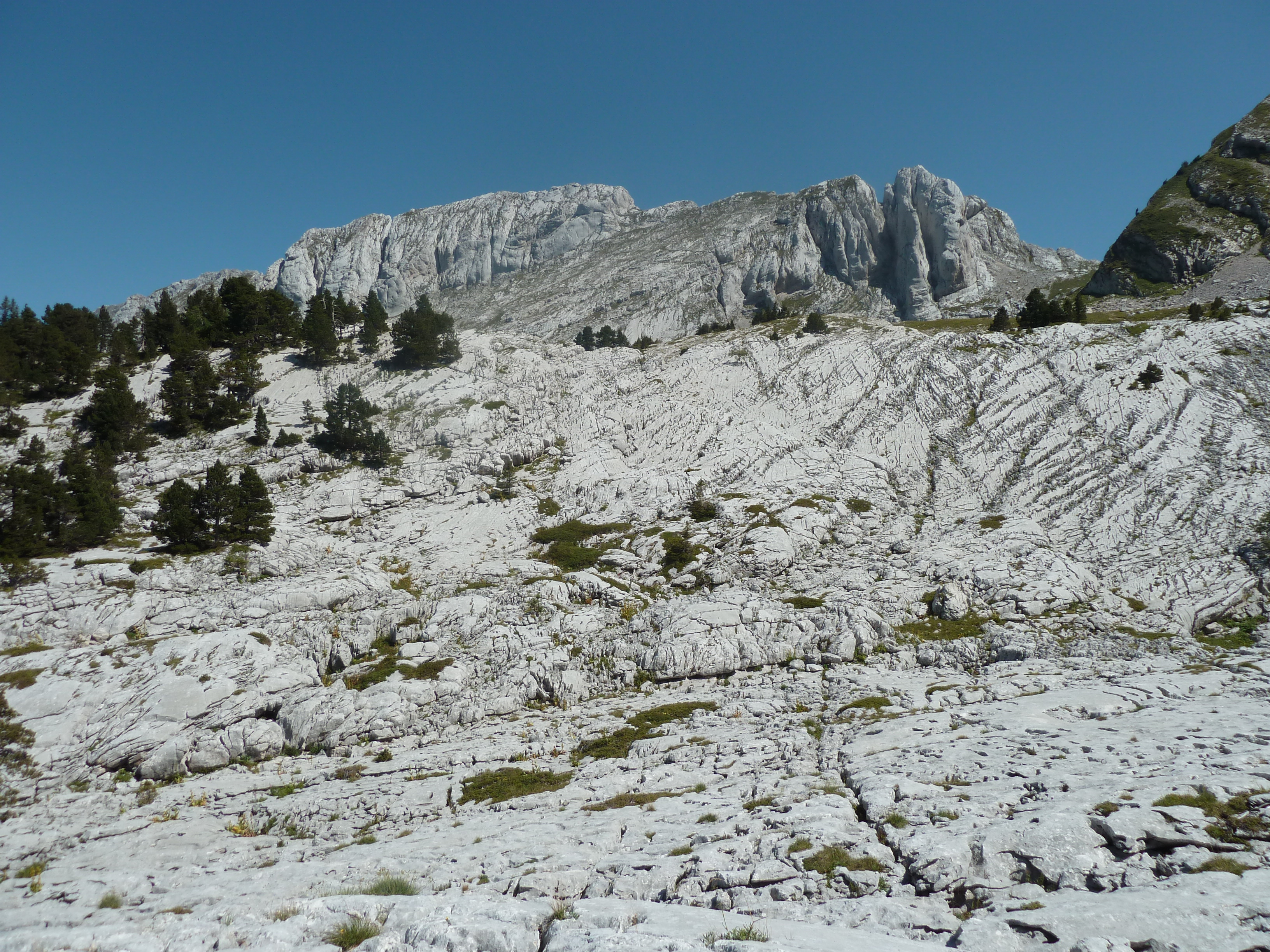
Lapiaz du Clot d'Aspres.

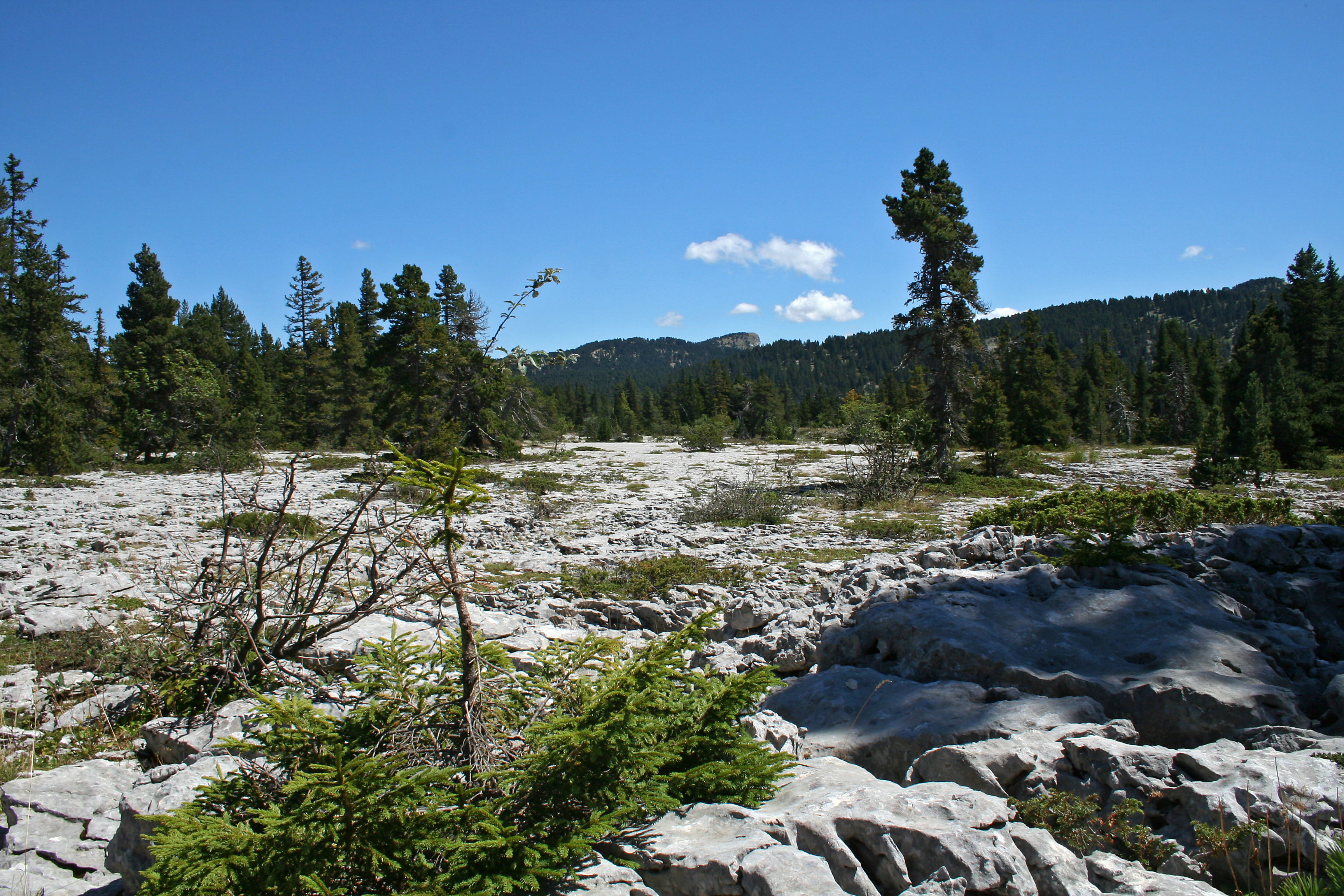
Lapiaz et pins à crochets.

Le Vercors est un massif calcaire, et les Hauts-Plateaux ne font pas exception. Son histoire commence il y a 240 millions d'années, lors de l'ouverture de la Pangée, la Panthalassa se divise en de nombreuses mers et océans, dont l'océan Alpin. Les roches qui composent actuellement les Hauts-Plateaux se situent alors en limite de cet océan. Dans un premier temps, entre 240 et 160 millions d'années, les fossiles retrouvés indiquent l'existence d'un bassin marin ouvert, au large, avec marqué par la présence d'ammonites. Ce niveau correspond actuellement à des marnes, peu visibles sur la réserve naturelle, mais affleurantes sur certains contreforts dans le Diois.
Les premiers calcaires se forment entre 160 et 140 millions d'années, traduisant une profondeur océanique plus faible à cette époque. Ces roches du Tithonnien sont observables sur les affleurements au pied des Hauts-Plateaux dans le Trièves et le Diois.
Les 10 millions d'années suivantes sont marquées par des variations de profondeur, qui entraine la formation d'une altercation de couches de marnes et de calcaires, observables dans les alentours du mont Aiguille et sur la marge sud-est de la réserve naturelle.
L'Urgonien, entre -132 et -125 millions d'années, est une des périodes les plus importantes pour la formation des Hauts-Plateaux du Vercors que l'on connait aujourd'hui. Cette période correspond à l'existence d'un océan peu profond, de quelques dizaines de mètres au maximum, très riche en vie. Elle correspond à la formation d'une couche épaisse de parfois plusieurs centaines de mètres, qui, une fois sculpté par l'érosion, donnera la plupart des falaises si caractéristiques des bordures des Hauts-Plateaux. On y retrouve de nombreux fossiles de rudistes et de Lamellibranches. Certains fossiles d'Echinodermes et de coraux retrouvés sur des sites fossilifères classés et protégés sur la Réserve naturelle présentent un état de conservation exceptionnel. C'est également à cette période que se forment les calcaires oolithiques du Glandasse, observables dans la moitié sud de la Réserve naturelle avec un fasciès bien différent des calcaires urgoniens à fossiles. À cette époque, les calcaires du Vercors s'appuient contre des roches cristallines qui composent aujourd'hui des massifs plus orientaux comme Belledonne et le Pelvoux.
Il y a 65 millions d'années, l'océan Alpin se referme définitivement et la plaque africaine commence à remonter vers le nord. Cette période, marquée par une activité volcanique intense, et la chute d'une météorite au Mexique, marque de grands changements biologiques, avec l'extinction d'une grande partie des dinosaures, et de groupes entiers tels que les ammonites, les rudistes ou les belemnites pourtant tellement abondants, y compris dans le registre fossile du Vercors, auparavant.
L'orogenèse alpine est en marche, les roches composant les Hauts-Plateaux du Vercors sont prises entre la plaque africaine, au sud-est, et celle eurasiatique, au nord-ouest. Ces roches s'élèvent alors d'environ 2 000 m et dérivent à l'ouest, formant les anticlinaux et les synclinaux bien visibles aujourd'hui sur le paysage. Cette forte activité tectonique est également à l'origine de nombreuses failles.
Ce phénomène est encore en cours aujourd'hui, ce qui explique les séisme que peut subir la zone, bien qu'il soit nettement ralenti depuis environ 3 millions d'années. Le Vercors dans son intégralité, y compris les Hauts-Plateaux, est aujourd'hui classé en zone de sismicité de rang 4, soit un risque moyen.
Dès l'émergence des roches, un phénomène majeur dans la compréhension des paysages actuels se met en place : l'érosion. L'eau de pluie a deux actions principales sur les roches calcaires composant les couches supérieures des Hauts-Plateaux, une action mécanique, érodant la roche par frottement, et une action chimique, le calcaire étant particulièrement sensible aux pH acides. Une géomorphologie complexe se forme alors sur les Hauts-Plateaux, alternant les lapiaz, les scialets, les gouffres, les grottes… une image de cette géomorphologie peut être les nombreux cônes de dissolution observables au Pas des Chatons, des dépressions souvent associées à tort à des impacts d'obus mais qui sont en réalité une simple formation typique des milieux calcaires. L'ensemble de ce réseau complexe, de surface et souterrain, est appelé karst.
L'action de l'eau sur les marnes, roches plus tendres, aboutit sur les paysages moins complexes, où les ravinements sont très marqués, comme cela peut être observable au pied de la Tête Chevalière.
Entre -1,8 million d'années et -15 000 ans, plusieurs ères glaciaires voient les Hauts-Plateaux se recouvrir totalement ou partiellement de glaciers. C'est l'érosion de ces glaciers qui sépare la Chartreuse du Vercors, ou qui a creusé la vallée du Trièves, qui s'étend au pied est des Hauts-Plateaux. De nombreuses moraines, accumulation de débris charriés par les glaciers, sont toujours visibles sur la réserve naturelle. Des bouches glaciaires forment les principaux accès aux Hauts-Plateaux par l'ouest, comme en témoigne par exemple le Grand Creux.
C'est également durant cette période que l'érosion va progressivement séparer le mont Aiguille du reste des Hauts-Plateaux, à la suite de l'apparition d'une faille qui a fragilisé les roches qui l'y reliaient.
Les roches visibles aujourd'hui en surface sont principalement des calcaires urgoniens assez typiques sur la partie nord de la réserve naturelle, et des calcaires bioclastiques du Glandasse sur la partie sud. On trouve également quelques secteurs de marnes, notamment vers Gerland, dans le centre des Hauts-Plateaux, et vers Tussac, dans le sud, ou encore dans la Combe Chevalière, au sud-est. Ces dernières sont souvent associées à des zones de résurgences et à la présence de nombreuses sources.
Sept sites des Hauts-Plateaux sont inscrits à l'INPG (Inventaire national du patrimoine géologique), dont plusieurs sont considérés comme étant d'importance internationale pour leur lisibilité ou les phénomènes illustrés. Ils sont notamment d'un grande importance dans la compréhension de la formation des plateformes carbonatées.

## Pédologie
Les sols se développant sur ces roches sont soumis à des contraintes très fortes. Les premières sont naturelles, l'altitude et le climat des Hauts-Plateaux impliquant de fortes amplitudes thermiques, des hivers longs et froids, du gel intense et la nature calcaire du sol ainsi que le vent omniprésent imposent un faible taux hydrique dans le sol. Ces facteurs induisent une faible activité biologique dans les sols, et une décomposition de la matière organique très lente. Les activités humaines, et notamment le pastoralisme, contribuent également à la nature de ces sols en limitant le développement des ligneux, en imposant le piétinement de milliers d'animaux et en consommant une partie de la végétation.
Tous ces facteurs géologiques et climatiques aboutissent à des sols généralement affleurants, dépassant rarement la dizaine de centimètres d'épaisseur, riches en matière organique et très fragiles. Ils sont particulièrement sensibles au feu, qui peut les modifier en une seule soirée durablement. On estime qu'après un feu d'une soirée (environ 4 heures) sur les Hauts-Plateaux, le sol mettra au moins 200 ans à se reconstituer. Cette fragilité est une des raisons justifiant la règlementation interdisant les feux sur la réserve naturelle.

## Hydrologie
Une conséquence de ce relief est la quasi absence d'eau de surface sur les Hauts-Plateaux, cette dernière s'infiltrant rapidement et disparaissant dans un réseau hydrologique souterrain complexe.
Un grand nombre des sources mentionnées sur l'IGN sont temporaires voire n'existent plus. Les seules sources coulant régulièrement sont :
- Baume Rousse (Glandasse)
- L'Essaure (Vallon de Combeau)
- Chaumailloux (Pas de l'Aiguille) avec 3 sources actives
- Col des Bachassons
- Pas des Bachassons
- Les Endettés (Pré Peyret)
- Gerland
- Les Serrons (pied du Grand Veymont) uniquement au printemps
- La Chau
- Source du Play
- Fontaine de l'Adret (au printemps)
- Fontaine de la Baume (au printemps)
- Fontaine de Font Froide (au printemps)

L'état de ces sources est régulièrement noté au printemps et en été par les gardes de la réserve naturelle sur la rubrique inforsource du site du parc naturel régional du Vercors.

## Habitats
Le positionnement biogéographique et l'étagement altitudinal de la réserve naturelle des Hauts-Plateaux du Vercors a permis le développement et la constitution de nombreux habitats naturels, conditionnés par leur environnement biotique et abiotique. La structuration de ces habitats se caractérise par une mosaïque complexe de pelouses, prairies, landes, landines, milieux rocheux et milieux forestiers, influencés par le climat méditerranéen au sud et montagnard à affinité boréale en altitude et au nord. Ces habitats sont également façonnés par les activités humaines historiques et actuelles, le pastoralisme et l'exploitation forestière notamment.

### Les ourlets, landes et landines

#### Les reposoirs à Oseille des Alpes (Rumex alpinus) des étages subalpins et alpins
Ces milieux d'origine anthropiques sont à rattacher à l'association du Rumicion-pseudalpini. Ils se développent souvent à proximité des cabanes et bergeries, ainsi que sur les zones de chaume des troupeaux. Ils sont marqueurs d'une nitrification des milieux originels et d'une dégradation des conditions abiotiques, par un enrichissement des sols du fait de l'accumulation des déjections du bétail ou humaine. On y retrouve des espèces de plantes comme l'Oseille des Alpes (Rumex alpinus), l'Ortie dioïque (Urtica dioica), le Chénopode bon-Henri (Blitum bonum-henricum). Ces milieux sont exploités par des insectes comme la Petite tortue (Aglais urticae), le Paon-du-jour (Aglais io) ou la Decticelle cendrée (Pholidoptera griseoaptera), et des oiseaux comme le Tarier des prés (Saxicola rubetra) peuvent s'y installer.

#### Les ourlets herbacés nitrophiles intraforestiers à Impatiente n'y-touchez-pas (Impatiens noli-tangere) et Epiaire des bois (Stachys sylvatica) des sols humides
Les milieux se développent dans les clairières intra-forestières, les bords de chemins, et lisières fraîches. On les retrouve principalement à des altitudes moyennes (<1 400 m). Ils sont rattachés à l'association du Impatienti noli-tangere - Stachyion sylvaticae.
Nécessitant une humidité importante et des sols riches, ils sont localisés sur les Hauts-Plateaux du Vercors, principalement autour du mont Aiguille. On y retrouve l'Angélique sylvestre (Angelica sylvestris) ou le Brachypode des bois (Brachypodium sylvaticum). Ce sont des milieux frais, appréciés des amphibiens comme la Salamandre tachetée (Salamandra terrestris).

#### Les végétation hautes, pionnières des chablis et des coupes forestières sur sols neutrobasiques
Ce milieu buissonnant, très dense, se développe à des altitudes moyennes (<1500 m), à la suite de perturbations des écosystèmes forestiers, comme l'exploitation d'une parcelle. Elle se rattache à l'association Atropion-belladonnae.
Cet habitat est transitoire, amorçant la recolonisation forestière, et est généralement rapidement envahi de jeunes arbres. Sur les Hauts-Plateaux du Vercors, il se caractérise par l'abondance du Framboisier (Rubus idaeus), et abrite localement une espèce de plante rare : le Trochiscanthe à fleurs nodales (Trochiscanthes nodiflora). Cet habitat, riche et à la biomasse végétale élevée, est très exploité par les ongulés forestiers comme le Cerf élaphe (Cervus elaphus) et le Chevreuil européen (Capreolus capreolus). Il s'agit également secteurs utilisés en nidification et en chasse par l'Engoulevent d'Europe (Caprimulgus europaeus) et on y observe le Robert-le-diable (Polygonia c-album) ou le Cuivré de la verge-d'or (Lycaena virgaurea).

#### Les végétations hautes, pionnières des chablis et des coupes forestières sur sol acide
Très proche du milieu précédent dans la structuration générale, ce dernier se rattache à l'association de l'Epilobion angustifolii.
Comme l'indique son nom, il se différencie du précédent par la large dominance de l'Epilobe à feuilles étroites (Epilobium angustifolium), parfois associée, secondairement, au Framboisier (Rubus idaeus) ou au Solidage verge-d'or (Solidago virgaurea). La faune associée est très similaire à celle rencontrée dans l'habitat précédent.

#### Les ourlets montagnards et subalpins des sols acides et frais à sec, à Mélampyre des bois (Melampyrum sylvaticum) et Paturin de Chaix (Poa chaixii)
Cet habitat est très présent dans l'ouest de la réserve naturelle, il est notamment facilement observable sur les bords de chemin au départ du parking de La Coche en fin de printemps. Il se rattache à l'association du Melampyro sylvatici - Poion chaixii.
Il se caractérise par l'abondance du Mélampyre des bois (Melampyrum sylvaticum), parfois associé à des Poaceae comme Agrostide capillaire (Agrostis capillaris) ou l'Avoine flexueuse (Avenella flexuosa). On y retrouve des insectes comme le Moiré frange-pie (Erebia euryale) ou le Carabe des arbres (Carabus intricatus). Ces milieux sont également appréciés par la Gélinotte des bois (Bonasa bonasia).

#### Les ourlets collinéens et montagnards xérothermophiles des sols calcaires à acides à Géranium sanguin (Geranium sanguineum)
Habitat en limite altitudinale sur la réserve naturelle des Hauts-Plateaux du Vercors mais très répandu un peu plus bas. Il est rattaché à l'association du Geranion sanguinei.
Il se caractérise par la présence du Trèfle des Alpes (Trifolium alpestre), du Géranium sanguin (Geranium sanguineum) ou du Peucédan des cerfs (Cervaria rivini). On y rencontre le Gomphocère roux (Gomphocerippus rufus) et la Couleuvre verte et jaune (Hierophis viridiflavus). Cet habitat se rencontre de manière localisé dans le sud de la réserve naturelle.

#### Les ourlets montagnards et subalpins frais des sols calcaires à acidiclines à Knautie des bois (Knautia dipsacifolia)
Habitat largement représenté dans la moitié nord des Hauts-Plateaux du Vercors, le long des pistes, chemins et dans certaines clairières forestières. Il est rattaché à l'association du Knaution gracilis.
Il se caractérise par l'omniprésence de la Knautie des bois (Knautia dipsacifolia), du Géranium des bois (Geranium sylvaticum) et du Cerfeuil doré (Chaerophyllum aureum), ainsi que de nombreuses autres Apiaceae. On peut y observer l'Argus de la sanguinaire (Eumedonia eumedon) ou le Pachyte à quatre taches (Pachyta quadrimaculata). C'est un milieu apprécié des ongulés et d'espèces comme le Lièvre variable (Lepus timidus) car riche en biomasse et diversifié.

#### Les garrigues et landes provençales sèches et calcicoles à Lavande à feuilles étroites (Lavandula angustifolia) et à Genêt cendré (Genista cinerea)
Cet habitat est caractéristique des massifs les plus méridionaux des Alpes. Il est rattaché à l'association du Lavandulo angustifoliae - Genistion cinereae.
Il est buissonnant assez bas et se développe sur des zones de roches affleurantes et thermophiles dans le sud de la réserve naturelle. Il se caractérise par présence de la Lavande à feuilles étroites (Lavandula angustifolia), l'Hélianthème d'Italie (Helianthemum italicum) et le Genêt cendré (Genista cinerea). On y rentre l'Ephippigère des vignes (Ephippiger diurnus) ou l'Ascalaphe souffré (Libelloides coccajus).

#### Les landines subalpines calcicoles des stations froides et exposées à Raisin des ours des Alpes (Arctostaphylos alpinus) et à lichen
Habitat représentatif de certaines stations d'altitude des Hauts-Plateaux du Vercors, notamment sur les vires et combes à neige hautes. On le retrouve par exemple sur certains secteurs sommitaux du Mont Aiguille. Il est rattaché à l'association de l'Arctostaphylo - Cetrarion nivalis.
Il se caractérise bien sûr par la présence du Raison des ours des Alpes (Arctostaphylos alpinus), de la Dryade à huit pétales (Dryas octopetala) et l'Airelle rouge (Vaccinum vitis-idaea). On y retrouve également le Lichen d'Islande (Cetraria islandica), l'Analote des Alpes (Anonconotus alpinus) ou le Candide (Colias phicomone). Ce sont des secteurs exploités par les Lagopède alpin (Lagopus muta helvetica) en période de reproduction notamment.

#### Les landines subalpines, acidiphiles et froides à Azalée naine (Kalmia procumbens), à Camarine hermaphrodite (Empetrum nigrum hermaphroditum) et à Airelle bleue (Vaccinum uliginosum)
Habitat en limite de répartition sur les Hauts-Plateaux du Vercors du fait de l'altitude limitée du massif. Il est rattaché à l'association du Loiseleurio procumbentis - Vaccinion microphylli. Habitat notamment représenté sur des vires froides du Mont Aiguille.
Habitat caractérisé localement par la Camarine hermaphrodite (Empetrum nigrum hermaphroditum) et l'Airelle bleue (Vaccinum uliginosum), en association avec l'Airelle rouge (Vaccinum vitis-idaea). Le cortège faunistique y est comparable à celui de l'habitat précédent.

#### Les landes subalpines acidiphiles d'ubac à Rhododendron ferrugineux (Rhododendron ferrugineum) et/ou à Myrtille (Vaccinum myrtillus)
Habitat présent dans la partie nord de la réserve naturelle mais en limite de répartition. Il est rattaché à l'association du Rhododendron ferruginei - Vaccinion myrtilli.
La faible représentation du Rhododendron ferrugineux (Rhododendron ferrugineum) est une particularité locale, au profit de la Myrtille (Vaccinum myrtillus). On y retrouve également la Petite Astrance (Astrantia minor) et très localement le Lycopode à feuilles de genévrier (Lycopodium annotinum). On y rencontre la Miramelle des Alpes (Miramella alpina), et c'est un milieu apprécié pour la reproduction par la Fauvette babillarde (Sylvia curruca) et le Tétras lyre (Lyrurus tetrix).

#### Les landes subalpines calcicoles à Bruyère des neiges (Erica carnea), à Genévrier nain (Juniperus nana) et Raison des ours (Actostaphylos uva-ursi)
Un des habitats les plus largement représentés sur les Hauts-Plateaux du Vercors. Il est rattaché à l'association de l'Ericion carneae.
Sur le contexte vertacomicorien, cet habitat est structuré par le Genévrier nain (Juniperus nana) et le Raisin des ours (Arctostaphylos uva-ursi). La Bruyère des neiges (Erica carnea) n'y est pas connue. On y retrouve également le Daphné camélée (Daphne cneorum), la Polygale du calcaire (Polygala calcarea) et la Globulaire à feuilles en cœur (Globularia cordifolia). On y retrouve le Criquet des genévrier (Euthystira brachyptera), le Carabe perlé (Carabus monilis), et c'est également un habitat de reproduction important pour le Tétras lyre (Lyrurus tetrix).

#### Les landes subalpines acidiphiles et sèches d'adret à Genévrier nain (Juniperus nana) et/ou à Raisin des ours (Arctostaphylos uva-ursi)
Habitat localisé dans le sud de la réserve naturelle sur quelques adrets rocailleux, autour du cirque d'Archiane notamment. Il est rattaché à l'association du Juniperion nanae.
Il est caractérisé par la présence du Genévrier nain (Juniperus nana), du Raison des ours (Arctostaphylos uva-ursi) et du Cotonéaster des Pyrénées (Cotoneaster pyrenaicus). On y rencontre également l'Orchis de Spitzel (Orchis spitzelii), et c'est un habitat apprécié par la Perdrix bartavelle (Alectoris graeca).

#### Les landes montagnardes acidiphiles et thermophiles à Callune (Calluna vulgaris) et à Raison des ours (Arctostaphylos uva-ursi)
Habitat bien représenté dans les pots où la matière organique s'accumule et acidifie le milieu, et aux zones décalcifiées. Il se rattache à l'association Calluno vulgaris - Arctostaphylion uvae-ursi.
Il est caractérisé sur les Hauts-Plateaux par le Raisin des ours (Arctostaphylos uva-ursi), le Genêt poilu (Genista pilosa) et la Myrtille (Vaccinum myrtillus). On y retrouve la Nigritelle de Rhellicanus (Gymnadenia rhellicani), c'est un habitat apprécié par la Vipère aspic (Vipera aspis) et l'Accenteur mouchet (Prunella modularis).
Habitat souvent transitoire, où l'Épicéa commun (Picea abies), le Sapin blanc (Abies alba) ou le Sorbier des oiseleurs (Sorbus aucuparia) peuvent se développer et venir former de véritables peuplements.

### Les forêts et fourrés

#### Les matorrals arborescents et bois clairs à Genévrier thurifère (Juniperus thurifera) des pentes rocheuses et rocailles xériques
Milieu bien représenté sur les bords de falaises, pentes et pavements calcaires thermophiles, principalement dans le sud de la réserve naturelle. Il est rattaché à l'association Juniperion thuriferae.
Il se caractérise par la présence du Genévrier thurifère (Juniperus thurifera), du Genévrier commun (Juniperus communis), de l'Amélanchier ovale (Amelanchier ovalis) et du Buis commun (Buxus sempervirens). On y rencontre des espèces comme l'Antaxie marbrée (Antaxius pedestris), la Perdrix bartavelle (Alectoris graeca) ou le Campagnol des neiges (Chionomys nivalis).

#### Les fourrés arbustifs calcicoles et rupicoles des pentes rocheuses à rocailles très sèches
Boisement de broussailles bien représenté sur les secteurs chauds de rocailles du sud de la réserve naturelle, proche du précédent mais s'en différenciant par la non dominance du genre Juniperus. Il est rattaché à l'association de l'Amelanchio ovalis-Buxion sempervirentis.
Il se caractérise par la dominance marqué de l'Amélanchier ovale (Amelanchier ovalis), du Buis commun (Buxus sempervirens), pouvant être associé au Nerprun des Alpes (Rhamnus alpina). On peut y rencontrer le Machaon (Papilion machaon), le Citron de Provence (Gonopteryx cleopatra) ou le Bruant fou (Emberiza cia).

#### Les fourrés arbustifs calcicoles des sols secs à frais de montagne
Ce milieu se développe principalement en dessous du niveau de la réserve naturelle, mais y déborde ponctuellement, notamment sur d'anciennes pâtures abandonnées. Il est rattaché à l'association du Corylo avellanae - Populion tremulae.
Il se caractérise principalement par la présence du Noisettier commun (Corylus avellana), associé au Nerprun des Alpes (Rhamnus alpinus), au Cornouiller sanguin (Cornus sanguinea) et au Rosier des chiens (Rosa gr. canina). On y rencontre des espèces comme le Lézard à deux raies (Lacerta bilineata), le Thècle des nerpruns (Satyrium spini), le Muscardin (Muscardinus avellanarius) ou le Bruant jaune (Emberiza citrinella).
Ce milieu est souvent transitoire et évolue localement vers des forêts de montagne de type pinède ou hêtraie.

#### Les fourrés arbustifs eutrophiles de sureaux (Sambucus nigra&Sambucus racemosa) et de Saule marsault (Salix caprea)
Habitat transitoire entre les ourlets et les milieux forestiers stricts, assez commune sur les Hauts-Plateaux du Vercors. Il est rattaché à l'association du Sambuco racemosae - Salicion capreae.
Il se caractérise par l'association du Sorbier noir (Sambucus nigra), du Sorbier de montagne (Sambucus racemosa), du Bouleau verruqueux (Betula pendula) et du Framboisier (Rubus idaeus).
On y rencontre également l'Érable sycomore (Acer pseudoplatanus), l'Épilobe des montagnes (Epilobium montanum) ou le Prénanthe pourpre (Prenanthes purpurea), ainsi que le Morio (Nymphalis antiopa), le Gnorime vert (Gnorimus nobilis) ou le Bouvreuil pivoine (Pyrrhula pyrrhula).

#### Les aulnaies vertes et fourrés arbustifs humides similaires des étages montagnards à subalpin
Habitat très localisé, en limite de répartition dans le nord de la réserve naturelle. Il est rattaché à l'association de l'Alnion viridis.
Il se caractérise localement par la présence de l'Aulne blanc (Alnus incana) de l'Épilobe des Alpes (Epilobium alpinum). On y trouve également la Raiponce en épi (Phyteuma spicatum), la Fauvette des jardins (Sylvia borin) et en hiver le Sizerin cabaret (Acanthis flammea cabaret).
Habitat très localisé dans le Vercors et nettement plus commun dans les Alpes internes.

#### Les chênaies blanches et boisements thermophiles médio-européens dominés par le Chêne pubescent (Quercus pubescens)
Habitat thermophile à affinité méridionale, bien réparti sur les bordures ouest et est des Hauts-Plateaux. Il est rattaché à l'association du Quercion pubescenti - sessiliflorae.
Il se caractérise par l'association du Chêne pubescent (Quercus pubescens), du Buis commun (Buxus sempervirens) et du Brachypode des rochers (Brachypodium rupestre). On y rencontre également la Laîche glauque (Carex flacca), l'Hellébore fétide (Helleborus foetidus), le Pouillot de Bonelli (Phylloscopus bonelli) ou le Murin de Bechstein (Myotis bechsteinii).

#### Les tillaies et frênaies-tillaies sèches, thermophiles et neutrophiles des pentes fortes et des ravins de basse montagne
Habitat localisé sur les ravins bas de la réserve naturelle, rattaché à l'association du Tilion platyphylli.
Il se caractérise par la présence du Tilleul à grandes feuilles (Tilia platyphyllos), l'Érable à feuilles d'obier (Acer opalus), et la Séslérie bleuâtre (Sesleria caerulea). On y rencontre des espèces comme l'Alisier blanc (Sorbus aria), l'Épipactis à petites fleurs (Epipactis microphylla), l'Orvet fragile (Anguis fragilis) ou le Barbitiste des bois (Barbitistes serricauda).

#### Les hêtraies et hêtraies-sapinières montagnardes médio-européennes des sols calcaires ou peu acides
Habitat bien représenté sur les zones basses, aux alentours du Mont Aiguille et dans l'ouest de la réserve naturelle. Il est rattaché à l'association du Fagion sylvaticae, en lien avec l'Asperulo - fagetum.
Il se caractérise par la dominance du Hêtre commun (Fagus sylvatica), du Sapin blanc (Abies alba) en minorité, de l'Aspérule odorante (Galium odoratum) ou de la Fétuque des bois (Drymochloa sylvatica).
On y retrouve également des espèces comme la Cardamine à cinq feuille (Cardamine pentaphyllos), la Parisette à quatre feuilles (Paris quadrifolia), la Néottie nid d'oiseau (Neottia nidus-avis), le Carabe à reflet cuivré (Carabus auronitens), le Pic noir (Dryocopus martius), la Chouette de Tengmalm (Aegolius funereus), l'Autour des palombes (Accipiter gentilis) ou le Pouillot siffleur (Phylloscopus sibilatrix).

#### Les hêtraies et hêtraies-sapinières montagnardes méridionales des sols calcaires ou peu acides
Habitat similaire au précédent mais avec des affinités plus thermophiles. Présent ponctuellement sur la marge sud des Hauts-Plateaux du Vercors, mais la plus grande partie est situé en dessous de la réserve naturelle. Rattaché à l'association du Fagion sylvaticae - Geranio nodosi.
Il se caractérise par la présence du Hêtre commun (Fagus sylvatica), l'Aspérule de Turin (Asperula taurina), le Géranium noueux (Geranium nodosum) ou le Trochiscanthes à fleurs nodales (Trochiscanthes nodiflora).
On y retrouve également l'Androsace de Chaix (Androsace chaixii), la Hachette (Aglaia tau), la Rosalie des Alpes (Rosalia alpina), la Barbastrelle d'Europe (Barbastella barbastrellus) ou le Roitelet à triple bandeau (Regulus ignicapilla).

#### Les hêraies et hêtraies-pinèdes semi-sèches à céphalanthères (Cephalanthera ssp.) des sols calcaires ou peu acides
Habitat très présent dans le sud du Vercors, souvent sous les limites de la réserve naturelle, mais ponctuellement visible dans le sud de cette dernière. Il est rattaché à l'association du Cephalanthero rubrae - Fagion sylvaticae.
Il se caractérise localement par la présence du Hêtre commun (Fagus sylvatica), de l'Érable à feuilles d'obier (Acer opalus), du Pin sylvestre (Pinus sylvestris), de la Céphalanthère à longues feuilles (Cephalanthera longifolia), de la Céphalanthère de Damas (Cephalanthera damasonium) et de la Céphalanthère rouge (Cephalanthera rubra).
On y retrouve également des espèces comme le Sabot de Vénus (Cypripedium calceolus), l'Épipactis pourpre noirâtre (Epipactis atrorubens), la Séslérie bleue (Sesleria caerulea), le Grillon des bois (Nemobius sylvestris) ou le Pouillot véloce (Phylloscopus collybita).

#### Les hêtraies et hêtraies-sapinières montagnardes des sols acides
Habitat très localisé dans des pôts et creux où l'accumulation de matière organique ou la décalcification acidifie les sols. Il est rattaché à l'association du Luzulo luzuloidis - Fagion sylvaticae.
Il se caractérise par la présence du Hêtre commun (Fagus sylvatica), du Sapin blanc (Abis alba), de l'Oxalis petite-oseille (Oxalis acetosella) et le Gaillet à feuilles rondes (Galium rotundifolium).
On y retrouve également la Luzule des bois (Luzula sylvatica), la Buxbaumie verte (Buxbaumia viridis), le Grand Murin (Myotis myotis) ou le Campagnol roussâtre (Clethrionomys glareolus).

#### Les hêtraies et hêtraies-sapinières-pessières riches en Erable sycormore (Acer pseudoplatanus) et hautes herbes des étages montagnard supérieur et subalpin inférieur
Habitat bien représenté dans les secteurs humides du nord de la réserve naturelle, rattaché à l'association Acerion pseudoplatani.
Il se caractérise par la présence du Hêtre commun (Fagus sylvatica), le Sapin blanc (Abies alba), l'Épicéa commun (Picea abies), l'Érable sycomore (Acer pseudoplatanus) et du Sorbier des oiseleurs (Sorbus aucuparia).
On y retrouve également le Muguet de mai (Convallaria majalis), la Gesse printanière (Lathyrus vernus), le Lichen pulmonaire (Lobaria pulmonaria), le Cerf élaphe (Cervus elaphus), la Chevêchette d'Europe (Glaucidium passerinum) ou la Mésange alpestre (Poecile montanus alpestris).

#### Les pinèdes sylvestres sous influence supraméditerranéenne à Cytise à feuilles sessiles (Cytisus sessilifolium)
Habitat en limite septentrionale de répartition sur les Hauts-Plateaux du Vercors, rattaché à l'association du Cephalanthero rubrae - Pinion sylvestris.
Il se caractérise par la présence du Pin sylvestre (Pinus sylvestris), le Genêt cendré (Genista cinerea), la Cytise à feuilles sessiles (Cytisus sessilifolium) et la Céphalanthère rouge (Cephalanthera rubra).
On y retrouve également le Buis commun (Buxus sempervirens), l'Aphyllanthe de Montpellier (Aphyllantes monspeliensis), le Lézard à deux raies (Lacerta bilineata), la Noctule de Leisler (Nyctalus leisleri), la Mésange huppée (Lophophanes cristatus) ou le Bupreste rustique (Buprestis rustica).

#### Les pinèdes sylvestres calcicoles mésophiles montagnardes du Jura, des Préalpes et des Alpes
Habitat localisé dans le sud des Hauts-Plateaux du Vercors, notamment sur la pointe de Tussac. Il est rattaché à l'association de l'Erico-carneae - Pinion sylvestris.
Il se caractérise par la présence du Pin sylvestre (Pinus sylvestris), le Raison des ours (Arctostaphylos uva-ursi) et la Calamgrostide des montagnes (Calamagrostis varia).
On y rencontre également la Goodyère rampante (Goodyera repens), la Pyrole intermédiaire (Pyrola media), le Sphinx du pin (Sphinx pinastri), la Mésange noire (Periparus ater) ou le Lièvre brun (Lepus europaeus).

#### Les pessières et pessières-sapinières de l'étage subalpin inférieur et des stations froides de l'étage montagnard
L'un des habitats les plus représentatifs de la moitié nord des Hauts-Plateaux du Vercors, rattaché à l'association du Piceion excelsae.
Il est structuré par l'Épicéa commun (Picea abies), le Sapin blanc (Abies alba), le Mélampyre des bois (Melampyrus sylvaticum), l'Oxalys petite-oseille (Oxalis acetosella) et la Myrtille (Vaccinum myrtillus).
On y retrouve également des espèces comme la Listère à feuilles en cœurs (Neottia cordata), le Lycopode à rameaux annuels (Lycopodium annotinum), la Blechne en épi (Struthiopteris spicant), la sphaigne Sphagnum quinquefarium, le Lièvre variable (Lepus timidus), le Grimpereau des bois (Certhia familiaris), le Bec-croisé des sapins (Loxia curvirostra), le Merle à plastron (Turdus torquatus) ou la Gélinotte des bois (Bonasa bonasia).

#### Les pinèdes de Pin à crochets (Pinus uncinata) des étages montagnard et subalpin
L'un des habitats les plus représentatifs du centre et du sud des Hauts-Plateaux du Vercors, qui en abritent la plus vaste étendue des Alpes calcaires. Il est rattaché à l'association du Vaccinio - Piceion.
Il est structuré par la dominance du Pin à crochets (Pinus uncinata), du Genévrier de Sibérie (Juniperus nana) et le Raisin des ours (Arctostaphylos uva-ursi).
On y retrouve également des espèces telles que l'Alchémille plissée (Alchemilla alpigena), la Renoncule de Küpfer (Ranunculus kuepferi), l'Apollon (Parnassius apollo), le Gazé (Aporia crataegi), le Tarin des aulnes (Carduelis spinus), le Venturon montagnard (Serinus citrinella) ou le Tétras lyre (Lyrurus tetrix).

### Les milieux rocheux et pseudo-glaciaires
De par son altitude limitée, la réserve naturelle des Hauts-Plateaux du Vercors ne présente pas de milieux glaciaires ou caractéristiques de l'étage nival. Localement, dans des combes à froid, la glace et la neige peuvent cependant se maintenir toute l'année, aboutissant sur des conditions analogues. Les milieux rocheux en revanche sont omniprésents. Dalles calcaires, lapiazs, falaises, éboulis structurent le paysage et les biotopes des Hauts-Plateaux du Vercors.

#### Les névés permanents ou temporaires
Ces milieux semi-glaciaires sont localisés à l'entrée de certaines grottes ou cavité retenant de la glace toute l'année sur la réserve naturelle. On les trouve très ponctuellement sur tout le territoire. L'absence de végétation vasculaire ne permet de les rattacher à aucune association phytosociologique.
Les seules plantes s'y développant sont des algues, dont Chlamydonomas nivalis, une algue unicellulaire se développant en surface de la neige ou la glace et lui donnant une couleur de rouille. Quelques espèces animales s'y rencontre, comme le coléoptère Nebria picea caractéristique des Alpes du nord.

#### Les grottes et milieux cavernicoles
Dans un massif karstique comme le Vercors, les grottes sont très abondantes, et la réserve naturelle ne fait pas exception, avec plusieurs dizaines de km de galeries cartographiées à ce jour. Ce réseau reste malgré tout méconnu, et une grande partie n'a jamais été cartographiée ni explorée. Aucune association phytosociologique n'y est rattachée.
On y retrouve près des entrées, là où un peu de lumière arrive des espèces de fougères, comme la Cystoptéride des montagnes (Cystopteris montana), des bryophytes comme Fissidens gracilifolius, mais également des animaux comme les Dolichopodes d'Azam (Dolichopoda azami), le Loir gris (Glis glis), le coléoptère Trichaphaenops gounellei, endémique du Vercors, et de très nombreuses espèces de chiroptères dont le Murin de Blyth (Myotis blythii) ou le Grand Rhinolophe (Rhinolophus ferrumequinum).

#### Les parois rocheuses calcaires sèches et ensoleillées à humides et ombragées des étages collinéens et montagnards
Ces milieux sont bien présents sur les parties basses, ainsi que sur les parois en forêt, notamment sur l'ouest de la réserve naturelle. Elles sont rattachées à l'association Asplenio trichomanis - Ceterachion officinarum pour la plupart.
Elles sont caractérisées par la présence du Cétérach officinal (Asplenium ceterach), de la Capillaire des murailles (Asplenium trichomanes) et de la Doratille des fontaines (Asplenium fontanum).
On y retrouve plus ponctuellement et selon les stations la Campanule fluette (Campanula cochleariifolia), le Géranium Herbe à Robert (Geranium robertianum), le Lézard des murailles (Podarcis muralis), le Cychre cristallisé (Cychrus attenuatus), l'Hirondelle de rochers (Ptyonoprogne rupestris), le Faucon pèlerin (Falco peregrinus) et le Grand-duc d'Europe (Bubo bubo).

#### Les parois calcaires sèches et ensoleillées à semi-ombragées des étages montagnards à alpin
Ce milieu est largement représenté sur une grande partie des parois observables sur la réserve naturelle et en périphérie proche. Il est rattaché à l'association du Potentillon caulescentis.
Il est caractérisé par la présence de la Primevère oreille d'ours (Primula lutea), du Saxifrage du Dauphiné (Saxifraga delphinensis) et/ou de la Raiponce de Charmeuil (Phyteuma charmelii).
On y retrouve également l'Androsace helvétique (Androsace helvetica), la Potentille des neiges (Potentilla nivalis), le Tichodrome échelette (Tichodroma muraria), le Martinet à ventre blanc (Tachymarptis melba), l'Aigle royal (Aquila chrysaetos), le Chocard à bec jaune (Pyrrhocorax graculus) ou le Bouquetin des Alpes (Capra ibex).

#### Les parois calcaires humides, fraîches et ombragées des étages montagnard à alpin
Cet habitat, plus rare, est observable sur les zones très ombragées ou les parois intra-forestières d'altitude. Il est rattaché à l'association du Violo biflorae - Cystopteridion alpinae.
Il est structuré par la Cystoptéride des Alpes (Cystopteris alpina), la Doratille verte (Asplenium viride) et la Moehringie mousse (Moehringia muscosa).
On y retrouve ponctuellement des espèces telles que l'Androsace couleur de lait (Androsace lactea) la Renoncule des Alpes (Ranunculus alpestris) ou le Troglodyte mignon (Troglodytes troglodytes).

#### Les éboulis carbonatés d'éléments fins à moyens mobiles, à Tabouret à feuilles rondes (Noccaea rotundifolia) des étages subalpin et alpin
Habitat bien représenté sur les zones hautes des Hauts-Plateaux du Vercors. Des formations particulièrement caractéristiques sont observables vers le Pas des Bachassons. Il est rattaché à l'association du Thlaspion rotundifolii.
Elle se caractérise par la présence de Tabouret à feuilles rondes (Noccarea rotundifolia), et parfois de Bérardie laineuse (Berardia lanugiosa), de Gaillet des rochers (Galium saxosum) ou d'Ail à fleurs de narcisse (Allium narcissiflorum).
On y retrouve également des espèces comme la Berce naine (Heracleum pumilum), la Linaire des Alpes (Linaria alpina), le Pavot des Alpes (Papaver alpinus), le Chamoisé des glaciers (Oeneis glacialis) et le Lagopède alpin (Lagopus muta).

#### Les éboulis carbonatés d'éléments moyens mobiles à Scrophulaire du Jura (Scrophularia caninassp.hoppii) des étages montagnard et subalpin inférieur
Habitat localisé mais bien réparti sur la réserve naturelle, principalement au pied des crêtes. Il est rattaché à l'association du Scrophularion juratensis.
Il se caractérise par la présence de la Scrophulaire du Jura (Scrophularia canina ssp. hoppii), du Polypode du calcaire (Gymnocarpium robertianum) et de la Valériane des montagnes (Valeriana montana).
On y trouve également le Centranthe à feuilles étroites (Centranthus angustifolius), l'Oedipode d'Allemagne (Oedipoda germanica) ou l'Entéphrie de l'arabette (Entephria cyanata). C'est un habitat apprécié des Chamois des Alpes (Rupicapra rupicapra).

#### Les éboulis thermophiles carbonatés d'éléments fins à moyens à Calamagrostide argentée (Achnatherum calamagrostis) des étages supraméditerranéens à montagnards
Milieux présents dans le sud de la réserve naturelle, sur le massif du Glandasse notamment. Il est rattaché à l'association du Stipion calamagrostis.
Il se caractérise par la présence de Calamagrostide argenté (Achnatherum calamagrostis), de l'Épilobe à feuilles de romarin (Epilobium dodonaei) et du Laser de France (Laserpitium gallicum).
On y rencontre également la Valériane à feuilles rondes (Valeriana rotundifolia), la Miramelle du Ventoux (Podisma amedegnatoae), l'Hespérie du chiendent (Thymelicus acteon) ou l'Hermine (Mustela erminea).

#### Les éboulis et chaos de gros blocs calcaire stabilisés et lapiaz riches en fougères, des étages montagnard à subalpin
Habitat bien représenté sur la partie basse des crêtes et dans certains secteurs de plateaux. Il est rattaché à l'association du Dryopteridion submontanae.
Il est caractérisé par la présence de Dryoptéris de Villars (Dryopteris villarii) et du Polystic en fer de lance (Polystichum lonchitis).
On y observe également l'Aconit de Naples (Aconitum lyoctonum ssp. neapolitanum), le Sceau-de-Salomon verticillé (Polygonatum verticillatum), la chrysomelle Oreina cacaliae, le Rougequeue noir (Phoenicurus ochruros) ou le Bouquetin des Alpes (Capra ibex).

### Les pelouses et prairies
Entretenues par des activités humaines comme le pastoralisme, ou par des conditions environnementales particulières (sols affleurants, froid, vent ...), ces milieux sont très souvent observables sur la réserve naturelle des Hauts-Plateaux du Vercors, sur des patchs plus ou moins étendus.

#### Les prairies de fauche de montagne à Trisète doré (Trisetum flavescens) et à Renouée bistorte (Bistorta officinalis)
Habitat localisé aux zones basses de la réserve naturelle, mais largement réparti plus bas. Il est rattaché à l'association du Triseto flavescentis - Polygonion bistortae.
Il est caractérisé par la présence de Trisète doré (Trisetum flavescens), de Renouée bistorte (Bistorta officinalis), de Narcisse des poètes (Narcissus poeticus) et de Trolle d'Europe (Trollius europaeus).
On y retrouve également la Campanule rhomboïdale (Campanula rhomboidalis), l'Aiguille travailleuse (Phytoecia cylindrica), le Barbitriste ventru (Polysarcus denticauda), le Cuivré écarlate (Lycaena hippothoe) ou la Caille des blés (Coturnix coturnix).

#### Les pâturages subalpins et alpins à Paturin des Alpes (Poa alpina), à Fléole de Suisse (Phleum rhaeticum) et à Crépide orangée (Crepis aurea)
Habitat bien représenté dans les secteurs pâturés, notamment par des bovins ou des équins. Il est rattaché à l'association du Poion alpinae.
Il se caractérise par la présence de Paturin des Alpes (Poa alpina), de Fléole de Suisse (Phleum rhaeticum), de Vérâtre blanc (Veratrum album) et d'Alchémille jaunâtre (Alchemilla xanthochlora).
On y retrouve également la Gentiane jaune (Gentiana lutea), le Cirse laineux (Cirsium eriophorum), le Moiré des fétuques (Erebia meolans), le Géotrupe du fumier (Geotrupes stercorarius), le Bruant jaune (Emberiza citrinella) ou le Campagnol provençal (Microtus duodecimcostatus).

#### Les prairies montagnardes calcicoles des couloirs et pentes fortes à Calamagrostide des montagnes (Calamagrostis varia) et à dicotylédones diverses
Habitat bien représenté dans les couloirs de pente en bordure des Hauts-Plateaux du Vercors et le long des crêtes. Il est rattaché à l'association du Calamagrostion variae.
Il se caractérise par la Calamagrostide des montagnes (Calamagrostis varia), du Laser à feuilles larges (Laserpitium latifolium) et du Laser blanc (Laserpitium siler).
On y observe également la Crépide des Pyrénées (Crepis pyrenaica), le Moiré frange-pie (Erebia euryale) et ce sont des secteurs appréciés des Chamois des Alpes (Rupicapra rupicapra) et Mouflons méditerranéens (Ovis gmelinii X Ovis sp) en alimentation.

#### Les prairies subalpines neutro-acidiclinophiles assez fraîches des couloirs et pentes fortes à graminées et dicotylédones diverses
Habitat localement présent sur des pentes, mais également sur des vires. Il est rattaché à l'association du Calamagrostion arundinaceae.
Il se caractérise par la présence du Buplèvre à longues feuilles (Bupleurum longifolium), de l'Avoine pubescente (Avenula pubescens) et du Laser à feuilles larges (Laserpitium latifolium).
On y observe également l'Épervière du Jura (Hieracium jurassicum), le Moiré sylvicole (Erebia aethiops), la Gorgone (Lasiommata petropolitana) ou le Lièvre variable (Lepus timidus).

#### Les pelouses pionnières principalement vivaces à orpins (Sedumspp.) des dalles et replats rocheux calcaires médio-européens de basse et moyenne altitude
Ces pelouses apparaissent principalement sur des dalles calcaires peu étendues, voir sur des rochers isolés sur les zones les plus basses de la réserve naturelle. Elles sont rattachées à l'association de l'Alysso alyssoides - Sedion albi. Il n'est pas certain que les zones présentant ce faciès sur la réserve naturelle soit rattaché à cet habitat ou au suivant, du fait de caractéristiques intermédiaires.
Elles sont localement diagnostiquée par l'abondance de l'Orpin blanc (Sedum album), de l'Orpin des montagnes (Sedum montanum) et de la Sabline à feuilles de serpolet (Arenaria serpilifolia).
On y rencontre également la Coronelle lisse (Coronella austriaca) ou le Gnophos glauque (Charissa glaucinaria).

#### Les pelouses pionnières principalement vivaces à orpins (Sedumsep.) des dalles et replats rocheux calcaires de montagne
Ces pelouses se développent en quantité sur les dalles et rochers isolés, souvent en patch au sein d'autres habitats. Elle est rattachée à l'association du Poa perconcinnae - Sedion montani.
Il se caractérise par l'abondance de l'Orpin des montagnes (Sedum montanum), de l'Orpin doux (Sedum sexangulare) et de la Joubarbe à toile d'araignée (Sempervivum arachnoideum).
On y retrouve également l'Ail des collines (Allium lusitanicum), la Laîche écailleuse (Carex liparocarpos), potentiellement l'Hermite (Chazara brizeis) dans les zones basses et la Vipère aspic (Vipera aspis).

##### Les pelouses calcicoles sèches à Brome dressé (Bromotsis erecta) et à fétuques (Festucaspp.) des régions médio-européennes
Habitat localisé dans les zones basses de la réserve naturelle, sur les secteurs chauds et secs. Il est rattaché à l'association du Seslerio - Xenobromion erecti.
Il se caractérise par la présence de Germandrée des montagnes (Teucrium montanum), du Brome dressé (Bromopsis erecta), de Laîche humble (Carex humilis) et de Séslérie bleutée (Sesleria caerulea).
On y observe également l'Œillet des rochers (Dianthus sylvatica), le Laser de France (Laserpitium gallicum), la Decticelle carroyée (Tessellana tessellata), le Bleu-nacré d'Espagne (Lysandra hispana) ou le Bruant ortolan (Emberiza hortulana).

##### Les pelouses montagnardes à subalpines des pentes calcaires écorchées à Bugrane du Mont Cenis (Ononis cristata) et à Astragale toujours vert (Astragalus sempervirens)
Habitat localisé dans le sud de la réserve naturelle, sur les massifs du Glandasse et de la Montagnette notamment. Il est rattaché à l'association de l'Ononidion cenisiae.
Il se caractérise par la présence de Bugrane du Mont Cenis (Ononis cristata), de Vulnéraire des montagnes (Anthyllis montana) et d'Avoine toujours verte (Helictotrichon sempervirens).
On y observe également le Panicaud blanche épine (Eryngium spinalbla), l'Azuré du mélilot (Polyommatus dorylas), l'Oedipode stridulante (Psophus stridulus) et très localement le Pipit rousseline (Anthus campestris).

##### Les pelouses rupicoles semi-sèches à Séslérie bleutée (Sesleria caerulea) des corniches calcaires provençales
Habitat localisé sur les vires des falaises méridionales les plus exposées du sud de la réserve naturelle. Il est rattaché à l'association du Seslerion elegantissimae.
Il se caractérise par la présence de Séslérie bleutée (Sesleria cerulea), de l'Hélianthème d'Italie (Helianthemum italicum) et de la Germandrée petit-chêne (Teucrium chamaedris).
On y retrouve également ponctuellement la Tulipe australe (Tulipa sylvestris australis), la Fétuque de Timbal-Lagrave (Festuca marginata), le Lézard des murailles (Podarcis muralis) ou la Chamois des Alpes (Rupicapra rupicapra).

##### Les pelouses acidiphiles collinéennes et montagnardes à Agrostide capillaire (Agrostis capillaris), à Fétuque rouge (Festuca rubra) et à Nard raide (Nardus stricta)
Habitat localisé sur les secteurs décalcifiés et les zones d'accumulation de la matière organique. Il est rattaché à l'association du Violion caninae.
Il se caractérise par la présence d'Agrostide capillaire (Agrostis capillaris), de Fétuque rouge (Festuca rubra) et de Nard raide (Nardus stricta).
On y observe également le Genêt ailé (Genista sagittalis), le Flambé (Iphiclides podalirius) ou l'Ascalaphe ottoman (Libelloides lacteus).

##### Les pelouses acidiphiles subalpines à Nard raide (Nardus stricta) et formations analogues
Habitat bien représenté sur les secteurs décalcifiés d'altitude. Il est rattaché à l'association du Nardion strictae.
Il se caractérise par le Nard raide (Nardus stricta), l'Arnica des montagnes (Arnica montana) et le Vulpin de Gérard (Alopecurus gerardii).
On y rencontre également le Botryche lunaire (Botrychium lunaria), le Moiré arverne (Erebia arvernensis), le Traquet motteux (Oenanthe oenanthe), le Monticole merle-de-roche (Monticola saxatilis) ou la Marmotte des Alpes (Marmota marmota).

##### Les pelouses des crêtes ventées carbonatées de haute altitude à Oxytropis champêtre (Oxytropis campestris) et à Elyne queue de souris (Carex myosuroides)
Habitat localisé dans le sud des Hauts-Plateaux, sur des secteurs à aspect steppique. Il se rattache à l'association de l'Oxytropio - Elynion myosuroidis.
Il est caractérisé par la présence d'Oxytropis champêtre (Oxytropis campestris), d'Elyne queue de souris (Carex myosuroides), d'Agrostide des Alpes (Agrostis alpina) et de Dryade à huit pétales (Dryas octopetala).
On y retrouve également l'Oxytropis de Laponie (Oxytropis lapponica), la Gentiane des neiges (Gentiana nivalis), l'Hespérie des frimas (Pyrgus andromedae), le Bouquetin des Alpes (Capra ibex) ou la Perdrix bartavelle (Alectoris graeca).

##### Les pelouses subalpines et alpines des pentes calcaires à Séslérie bleutée (Sesleria caerulea) et à Laîche toujours verte (Carex sempervirens)
Habitat largement représenté sur les secteurs des étages alpins et subalpins. Il se rattache à l'association du Seslerion caeruleae.
Il se caractérise par la présence de Séslérie bleutée (Sesleria caerulea), de Laîche toujours verte (Carex sempervirens) et d'Avoine de Seyne (Helictotrichon sedense).
On y observe également l'Œillet de Montpellier (Dianthus hyssopifolius), l'Hélicette des steppes (Xerocrassa geyeri), le Pipit spioncelle (Anthus spinoletta), la Coronelle lisse (Coronella austriaca) ou l'Hermine (Mustela ermina).

##### Les pelouses calcicoles des pentes fraîches et couloirs à Laîche ferrugineuse (Carex ferruginea), à Laîche méridionale (Carex australpina) ou à Fétuque violette (Festuca violacea)
Habitat largement représenté sur les hautes crêtes. Il se rattache à l'association du Caricion ferrugineae.
Les Hauts-Plateaux du Vercors se trouvent au point de rencontre entre les trois principales formes de cet habitat dans les Alpes françaises. On y trouve donc les trois principales espèces, parfois associées, parfois de façon indépendante.
Il se caractérise par la présence de Laîche ferrugineuse (Carex ferruginea), de Laîche méridionale (Carex austroalpina) et/ou de Fétuque violette (Festuca violacea).
On y retrouve également l'Astragale des Alpes (Astragalus alpinus), l'Anémone des Alpes (Anemone alpina), le Bryophyte Pohlia cruda, le Campagnol des neiges (Chionomys nivalis), ou le Lagopède alpin (Lagopus muta).

##### Les pelouses des combes à neige calcicoles à Arabette bleuâtre (Arabis caerulea) et à Saule à feuilles réticulées (Salix reticulata)
Habitat localisé dans quelques combes à neige d'altitude. En limite altitudinale de développement, il est nettement plus répandu dans les Alpes internes. Il est rattaché à l'association de l'Arabidion caeruleae.
Il se caractérise localement par la présence du Saule à feuilles tronquées (Salix retusa), de Cresson des chamois (Hornungia alpina) et la Véronique à tige nue (Veronica aphylla).
On y observe également la Laîche pied-d'oiseau (Carex ornithopoda), la Miramelle des frimas (Melanoplus frigidus), le Rougequeue noir (Phoenicurus ochruros) et potentiellement la Niverolle alpine (Montifringilla nivalis).

### Les milieux humides et mégaphorbiaies
Les milieux humides sont rares sur les massifs karstiques comme le Vercors. On trouve néanmoins différents types de milieux, d'origine naturels ou humaine, sur la réserve naturelle des Hauts-Plateaux du Vercors.

#### Les parties rocheuses calcaires suintantes et thermophiles à fougère Capillaire de Vénus (Adiantum capillus-veneri)
Habitat localisé mais régulier dans le sud des Hauts-Plateaux du Vercors. Il se rattache à l'association de l'Adiantion capilli-veneris.
Particularité locale, le Capillaire de Vénus (Adiantum capillus-veneri) est absent de cet habitat, qui se caractérise par la présence de Grassette à grandes fleurs (Pinguicula grandiflora). Cette particularité questionne quant à l'habitat précis auquel rattacher les suintements d'altitude du Vercors et, en moindre mesure, de Chartreuse.
On y trouve également la Grassette des Alpes (Pinguicula alpina) sur les zones les plus verticales, ainsi que des Bryophytes comme Eucladium verticillatum, le Cordulegastre annelé (Cordulegaster boltonii) ou la Salamandre tachetée (Salamandra terrestris).

#### Les végétations fontinales, calcicoles à neutrophiles des sources, suintements et ruisselets des étages subalpins et alpin
Habitat localisé mais présent ponctuellement sur les Hauts-Plateaux du Vercors. Il est rattaché à l'association du Cratoneurion-commutati.
Il est caractérisé par l'Épilobe à feuilles d'alsine (Epilobium alsinifolium) et le Saxifrage cilié (Saxifraga aizoides).
On y observe également l'Alchémille coriace (Alchemilla coriacea), la Ciboulette commune (Allium schoenoprasum), la Grassette commune (Pinguicula vulgaris) ou l'Azuré des mouillères (Phengaris alcon). Ces milieux frais sont appréciés du Lézard vivipare (Zootoca vivipara).

#### Les pelouses à Scirpe des marais (Eleocharis palustris)
Habitat très localisé, observable au Pas de l'Aiguille sur le secteur de la mare de Chaumailloux. Peuplement quasi-monospécifique non rattaché à une association particulière.
Il est structuré par le Scirpe des marais (Eleocharis palustris).
On y observe également la Libellule à quatre taches (Libellula quadrimaculata), l'Aeschne des joncs (Aeshna juncea), le Portecoupe holarctique (Enallagma cyathigerum), la Grenouille rousse (Rana temporaria) ou le Triton alpestre (Ichtyosaura alpestris).

#### Les bas-marais acidiclinophiles à acidophiles des sols paratourbeux oligotrophes à Laîche noire (Carex nigra)
Habitat très localisé sur les Hauts-Plateaux du Vercors, localement présent dans le sud-est de la réserve naturelle. Il est rattaché à l'association du Caricion fuscae.
Il est caractérisé par la présence de Laîche noire (Carex nigra), de Laîche étoilée (Carex echinata), de Linaigrette à feuilles étroites (Eriophorus angustifolium) et de Parnassie des marais (Parnassia palustris).
On y observe également la Grassette commune (Pinguicula vulgaris), le Jonc glauque (Juncus inflexus), le Damier de la succise (Euphydryas aurinia) ou le Tarier des prés (Saxicola rubetra).

#### Les bas-marais alcalins des sols tourbeux oligotrophes à Laîche de Davall (Carex davalliana) et communautés apparentées
Habitat très localisé sur les Hauts-Plateaux du Vercors, localement présent dans le sud-est de la Réserve naturelle. Il est rattaché à l'association du Caricion davallianae.
Formation structurellement proche de la précédente. Elle se caractérise par la Laîche de Davall (Carex davalliana), la Linaigrette à feuilles larges (Eriophorus latifolium) et de l'Eléocharide à cinq fleurs (Eleocharis quinqueflora).
On y observe également l'Épipactis des marais (Epipactis palustris), l'Orchis alpestre (Dactylorhiza alpestris), la Molinie bleue (Molinia caerulea), le Leste des bois (Lestes dryas) ou le Criquet palustre (Pseudochorthippus montanus).

#### Les mégaphorbiaies riveraines minérotrophiles à Pétasite officinal (Petasistes hybridus) de l'étage montagnard
Habitat très localisé en marge de la réserve naturelle. Il se développe dans des conditions très particulières, en hêtraie, dans des pots concentrant l'humidité et la brume. Il est rattaché à l'association du Petasition officinalis.
Il se caractérise par la présence de la Pétasite officinale (Petasites hybridus) et du Cerfeuil hérissé (Chaerophyllum hirsutum).
On y observe également la Miramelle alpine (Miramella alpina), la Mésange nonnette (Poecile palustris) ou le Chevreuil européen (Capreolus capreolus).

##### Les mégaphorbiaies collinéennes à montagnardes des sols organiques humides à Reine des prés (Filipendula ulmaria) et à hautes dictylédones
Habitat très localisé dans certains secteurs frais et humides de la réserve naturelle. Il est rattaché à l'association du Filipendulo ulmariae - Petasition.
Il se caractérise par la présence de Reine des prés (Filipendula ulmaria) et de Renoncule à feuilles d'aconit (Ranunculus aconitifolius).
On y observe également le Cirse des marais (Cirsium palustre), le Gnorime vert (Gnorimus nobilis), la Couleuvre helvétique (Natrix helvetica) ou, en migration, la Rousserolle verderolle (Acrocephalus palustris).

##### Les mégaphorbiaies montagnardes des pentes humides à Pétasite blanc (Petasites albus)
Habitat localement bien représenté, notamment dans l'ouest des Hauts-Plateaux du Vercors et autour du mont Aiguille. Il est rattaché à l'association de l'Arunco dioici - Petasition albi.
Il est structuré par le Pétasite blanc (Petasites albus), la Barbe de bouc (Aruncus dioicus) et la Fougère femelle (Athyrium filix-femina).
On y observe également la Knautie des bois (Knautia dipsacifolia), le Lamier des montagnes (Lamium galeobdolon montanum), le Crapaud commun/épineux (Bufo bufo/spinosus), la Bécasse des bois (Scolopax rusticola) ou le Mulot à collier (Apodemus flavicollis).

##### Les mégaphorbiaies subalpines des combes fraîches et humides à Adénostyle à feuilles d'alliaire (Adenostyle alliariae)
Habitat localement bien représenté dans les combes fraîches d'altitude, souvent présent en talveg ou sur les ubacs. Il est rattaché à l'association de l'Adenostylion alliariae.
Il est caractérisé par la présence d'Adénostyle à feuilles d'alliaire (Adenostyle alliariae), de Cerfeuil de Villars (Chaerophyllum villarsii) et de Mulgédie des Alpes (Lactuca alpina).
On y retrouve également la Renoncule à feuilles de platane (Ranunculus platanifolius), le Nacré porphyrin (Boloria titania) ou l'Argus de la sanguinaire (Eumedonia eumedon).

## Flore
1307 espèces de plantes vasculaires et de mousses sont connues en 2025 sur la réserve naturelle, mais ce nombre est en constante augmentation grâce aux découvertes régulières.

### Ligneux
La flore forestière est diversifiée dans le cortège de montagne. Les principales espèces d'arbres présentes sont le Hêtre commun, l'Épicéa commun, le Sapin blanc, l'Érable sycomore, l'Erable à feuilles d'obier, l'Erable plane, le Nerprun des Alpes, le Bouleau verruqueux, le Sorbier des oiseleurs, le Pin à crochets, le Pin sylvestre et le Mélèze des Alpes. Des espèces de ligneux buissonnantes comme le Genévrier thurifère, l'Amélanchier à feuilles ovales ou le Rhododendron ferrugineux sont également présentes.
Les secteurs de lande sont également importants avec en premier lieu les landes à genévriers. Les landes à éricacées sont également présentes, avec des Genévriers nains, des Myrtilles, des Airelles des marais, des Raisins des ours, des Raisin des ours des Alpes, etc. Ces landes se développent principalement dans les clairières et dans la zone de combat, au delà de la limite des arbres, qui est particulièrement étendue sur les Hauts-Plateaux du Vercors.
La pinède à crochet est l'un des habitats emblématiques des Hauts-Plateaux, qui accueillent la plus vaste pinède à crochet des Alpes calcaires. Ce milieu est souvent structuré en pré-bois pâturé et accueille un grand nombre des espèces citées ci-dessus.
La pessière sur lapiaz qui se développe dans les parties nord de la réserve naturelle est un habitat très proche des taïgas boréales.

### Herbacés
Les zones les plus hautes sont occupées par des pelouses alpines rases, se développant entre les éboulis et les rochers affleurants. Des espèces comme l'Edelweiss, la Bérardie laineuse, la Gentiane de Clusius ou la Pulsatille de Haller s'y développent. On y rencontre communément l'Hélianthème des Apennins, la Gentiane printanière, la Campanule à feuilles de cochléaire ou le Pied de chat dioïque. Certains secteurs sud présentent un similitude surprenante avec les cortèges floristiques des Pyrénées, avec la Sabline pourpre ou la Germandrée des Pyrénées.

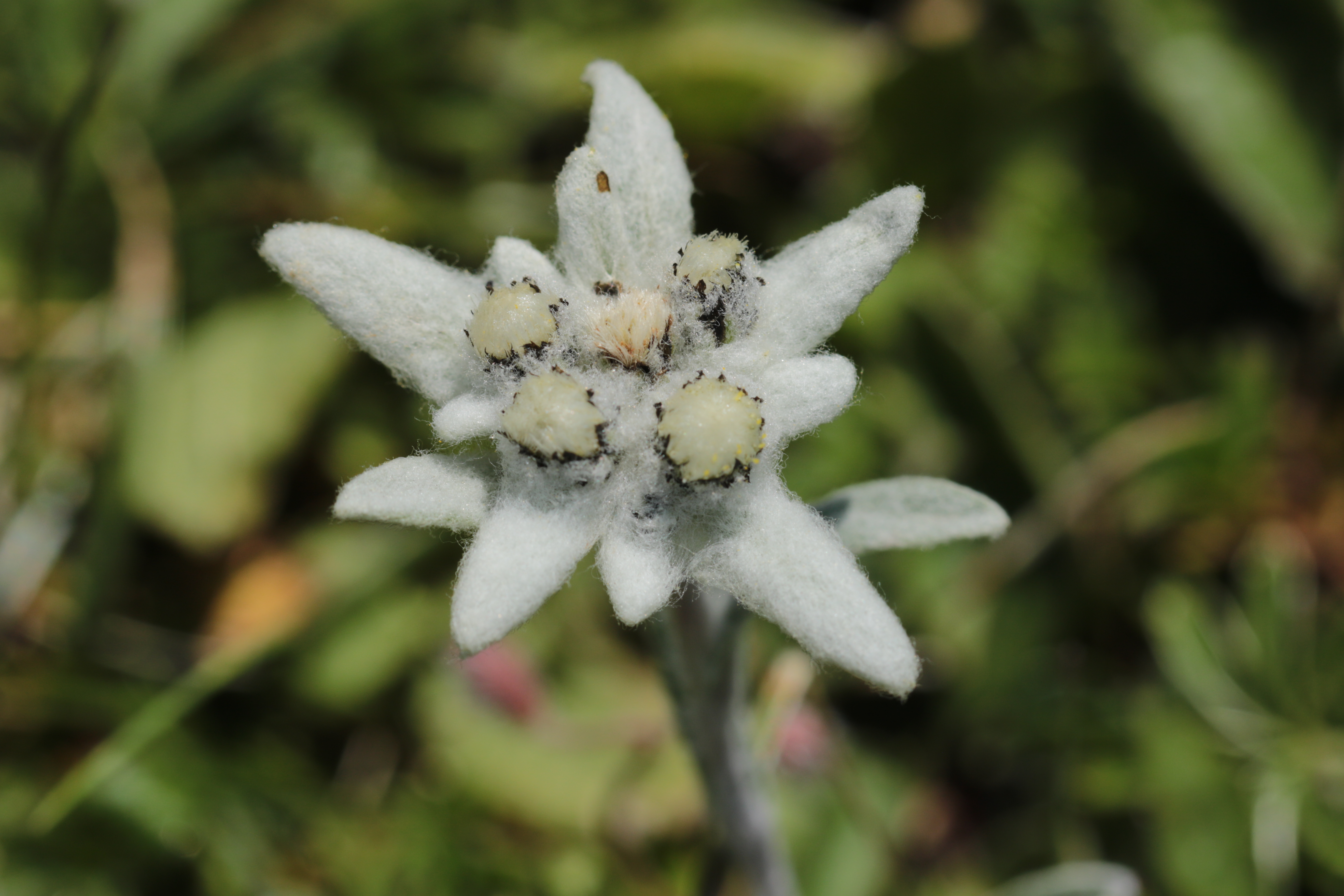
Edelweiss (Leontopodium alpinum) sur le Pas des Bachassons, Hauts-Plateaux du Vercors

Les zones pâturées par le bétail présentent un aspect mixte, selon la pression de pâturage, allant du pré-bois à des zones d'herbacées rases. Ces zones sont particulièrement riches en plantes à fleur précoces, poussant aux mois de mai et de juin, notamment en Renoncule de Küpfer, Renoncule des montagnes, Gentiane printanière, Corydale à bulbe plein, Tulipe australe ...
La flore des éboulis est particulièrement riche, avec des espèces endémiques comme le Panicaud blanche-épine, et des espèces rares et menacées dont la Valériane des débris, la Campanule en Thyrse ou l'Ibéris nain. L'Ail à fleurs de narcisse, plus commun, vient colorer les pierriers en rose au mois de juillet.
Sur les falaises et zones rocheuses, on peut observer la Primevère oreille d'ours et la Raiponce de Charmeuil, protégéesl, le rarissime Myosotis à petites fleurs ou le plus commun Saxifrage à feuilles opposées.
Les zones humides se couvrent d'une magnifique fleur violette au début de l'été, il s'agit de la Grassette à grandes fleurs, une plante carnivore considérée comme en danger critique d'extinction en Rhône-Alpes. Elle est parfois accompagnée, sur les tourbières, par les toupets blancs des Linaigrettes à feuilles larges et Linaigrettes à feuilles étroites, des Narcisses des poètes et des Trolles d'Europe.
Certaines espèces montrent des adaptations particulières aux conditions rudes des Hauts-Plateaux, comme le Silène acaule ou l'Androsace de Vitaliano, qui poussent en tapis très dense ce qui leur assure une protection contre le froid et le vent.
Certaines espèces ne se rencontrent que sur les Hauts-Plateaux et leurs abords dans les Alpes françaises, comme le Pavot du Pays de Galles, la Primevère à feuilles entières ou l'Androsace lactée.

### Orchidées
La diversité en Orchidées est particulièrement importante sur les Hauts-Plateaux, comme dans tout le massif du Vercors, avec 56 espèces connues sur la réserve naturelle.
Une part importante de ce cortège est constituée d'espèces montagnardes comme l'Epipogon sans feuilles, le Listère en cœur, la Racine de corail, l'Orchis blanchâtre, la Nigritelle d'Autriche, la Nigritelle de Rhellicani, la Nigritelle rosée, la Platanthère verdâtre, l'Orchis pâle, l'Orchis grenouille, l'Orchis odorant, l'Orchis à odeur de sureau, ou encore l'Orchis globuleux.
Sur les bordures de la réserve, on rencontre également des espèces méditerranéennes thermophiles comme l'Orchis militaire, l'Orchis tridenté, l'Orchis brûlé, l'Ophrys abeille, l'Ophrys bourdon, l'Epipactis à petites feuilles l'Epipactis pourpre-noirâtre, la Platanthère à deux feuilles, le Céphalanthère rouge ou le Limnodore à feuilles avortées.
Quelques espèces à affinuté continentale peuvent être observées, principalement en forêt, dont le charismatique Sabot de Vénus, mais également l'Epipactis violacé ou l'Epipactis à labelle pincé.
Dans les zones humides, ce sont l'Orchis de Laponie, l'Orchis tacheté, l'Orchis incarnat et l'Epipactis des marais qui se développent.
Quelques espèces à aire de répartition très restreinte peuvent s'observer ici, notamment l'Orchis superbe et l'Orchis de Spitzel.
Enfin, des espèces plus communes et à large aire de répartition sont également obervables, comme l'Orchis pourpre ou l'Orchis moucheron dans les prairies, et l'Orchis de Fuchs, le Céphalanthère de Damas, le Céphalanthère à longues feuilles, l'Epipactis helleborine ou le Listère ovale en forêt.
Un grand nombre d'espèces protégées poussent sur les Hauts-Plateaux du Vercors, et d'une façon générale, toute récolte de plantes est strictement interdite sur la réserve naturelle.

## Fonge
La fonge des Hauts-Plateaux du Vercors est riche de 308 espèces connues, et environ 300 supposées présentes chez les macromycètes. Certaines espèces peuvent cependant facilement être observées à divers moments de l'année, comme la Morille élevée, l'Amanite tue-mouches ou le Lactaire des sapins. On y retrouve également des espèces à affinité montagnarde comme le Bolet gris des Mélèzes.
Parmi les lichens, certaines espèces comme le Lichen pulmonaire, le Lichen des rennes ou le Lichen d'Islande peuvent facilement être repérées.
La récolte de champignons est autorisée dans la réserve naturelle dans la limite autorisée en forêt domaniale, c'est-à-dire 5 litres/jour/personne.

## Faune
La vie animale abonde sur les Hauts-Plateaux du Vercors, malgré une discrétion marquée.

### Mammifères
Les ongulés sont représentés avec les 6 espèces présentes dans les Alpes. On connait actuellement 62 espèces de mammifères présentes de manières certaines sur la réserve naturelle.
Les Bouquetins des Alpes a été réintroduit à partir de 1989 depuis le cirque d'Archiane, sur la commune de Châtillon-en-Diois (Drôme). Ils prospèrent aujourd'hui sur la plupart des secteurs de rocailles et de crêtes, avec plus de 500 individus comptés en 2022. Parfois décrié car posant des problèmes aux grimpeurs, les Bouquetins des Alpes n'en restent pas moins une espèce emblématique des milieux de montagne, endémique des Alpes et toujours menacée. Sa conservation est donc une priorité absolue. Le rôle écologique de cette espèce, pâturant des secteurs souvent inaccessibles aux autres ongulés, est par ailleurs très important pour le bon fonctionnement des écosystèmes.

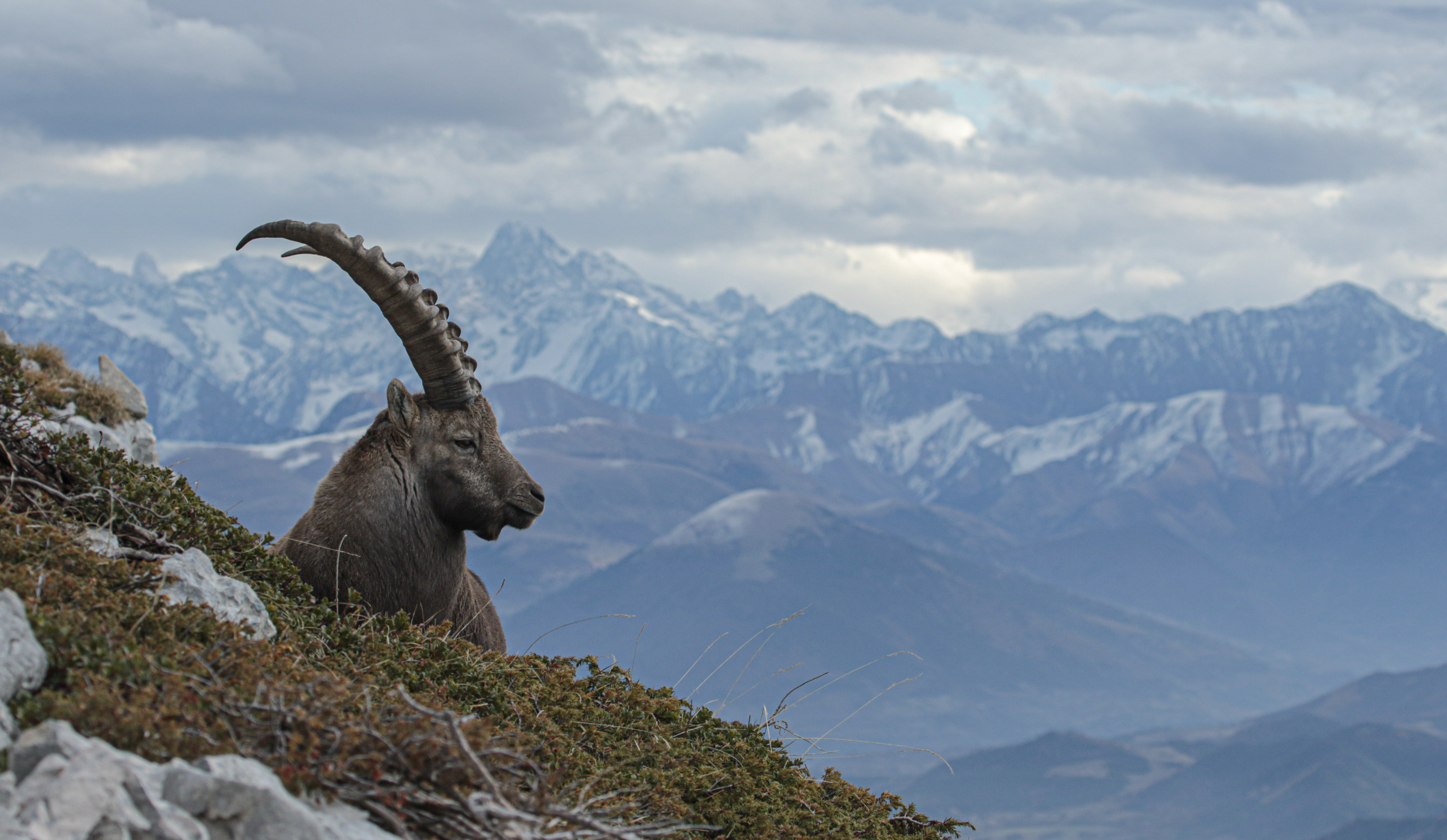
Bouquetin des Alpes (Capra ibex) sur les pentes sud du Grand Veymont, Hauts-Plateaux du Vercors

Les Chamois des Alpes n'ont jamais disparu des Hauts-Plateaux mais étaient encore rare dans les années 1980. La population y est maintenant florissante, avec des densités particulièrement élevées sur les bordures Est et Ouest de la réserve naturelles, le massif du Glandasse et le cirque d'Archiane. Ses populations ont fait l'objet de renforcements dans le Trièves dans la seconde moitié du XXe siècle avec 19 individus lâchés en provenance de la réserve nationale de chasse et de faune sauvage des Bauges.
Les Mouflons méditerranéens sont présents en très faibles effectifs sur les zones de crête. Ces populations, en continuité de celles plus importantes de la Bordure Est du Vercors, sont limitées par le fort enneigement hivernal et la prédation des loups, et ne comportent pas plus de quelques dizaines d'individus, principalement présents en été. Ces populations sont issues d'introduction à des fins cynégétiques ayant eu lieu dans la seconde moitié du XXe siècle et ne font l'objet d'aucun suivi par la réserve naturelle. Cette espèce de mouflon étant originaire du Proche-Orient, et ayant souvent été hybridée avec d'autres espèces de mouflons voir avec des moutons, elle est peu adaptée au climat montagnard des Alpes et aux écosystèmes locaux.
Les Chevreuils européens sont principalement présents sur la bordure Ouest et les alentours du mont Aiguille. Ils trouvent ici leur limite altitudinale de répartition, et supportent assez mal les forts enneigements hivernaux. Ils sont donc principalement présents en été.
Les Cerfs élaphes sont présents toute l'année sur la réserve naturelle. Ces populations sont issues des individus réintroduits dans le Trièves dans les années 1990. Plusieurs places de brame existent sur le secteur des Hauts-Plateaux du Vercors, et les cerfs sont bien présents dans tous les habitats jusqu'à 2 000 m d'altitude.
Les Sangliers d'Eurasie fréquentent principalement les secteurs forestiers et les clairières au printemps et en été, fuyant l'enneigement hivernal. On les trouve principalement dans le domaine montagnard de la hêtraie-sapinière, jusqu'à 1 600 m bien qu'ils puissent faire des incursions plus haut en altitude.
Les Loups gris sont présents et se reproduisent sur la réserve naturelle depuis le début des années 2000, après un retour naturel depuis les populations italiennes. Les effectifs sont compliqués à estimer, mais un suivi est effectué par les gardes de la réserve naturelle et les gardes forestiers de l'ONF sur les deux ZPP (zone de présence permanente) de la réserve naturelle. Sur ce territoire, aucun type de tir ne défense n'est autorisable contre les loups.
Aucune preuve de présence récente de Lynx boréal et de Chat forestier n'ont été découvertes malgré l'emplacement de la réserve naturelle, à la limite des populations alpines connues, et des habitats favorables aux deux espèces.
Les Ours brun ont quant à eux disparu au milieu du XXe siècle de la zone, qui a constitué leur dernier bastion dans les Alpes françaises. Les ours était encore considérés comme assez communs au début du XXe siècle dans le Vercors, et plus particulièrement sur les Hauts-Plateaux. La dernière observation avérée est faite en 1937 sur la commune de St Martin-en-Vercors, au pied de la réserve naturelle. Des empreintes seront ponctuellement notées jusqu'au début des années 1950, mais plus aucun individu ne sera observé vivant, ou mort. L'importance des restes retrouvés dans les grottes et scialets, l'empreinte que l'ours a laissé dans la culture locale et les archives connues sur les derniers siècles indiquent que l'Ours brun était une espèce commune, et probablement une des plus emblématiques des Hauts-Plateaux et de l'intégralité du massif du Vercors. Un programme de réintroduction a été envisagé dans les années 1990, puis laissé de côté. La création d'un parc national avait été envisagée dès 1939 sur le Vercors dans le but de protéger les derniers ours des Alpes.
Les petits carnivores et les mustélidés sont bien représentés sur les Hauts-Plateaux du Vercors, avec l'Hermine, la Belette pygmée, la Martre des pins, la Fouine, le Renard roux et le Blaireau européen. La Genette commune y a parfois été observée dans le sud du territoire, et la Loutre d'Europe frôle la réserve naturelle, qui n'abritte cependant pas d'habitats susceptibles d'accueillir une installation pérenne de l'espèce.
Les Marmottes des Alpes ont été réintroduite dans les années 1970 et sont présentes dans une grande partie des habitats ouverts et des clairières. Les Lièvres variables sont encore communs sur une grande partie de la réserve naturelle, malgré la présence de Lièvres d'Europes sur les zones de plus basse altitude.

### Micro-mammifères
Des études ont été menées sur les cortèges de micro-mammifères et ont permis d'identifier 18 espèces.
Parmi les campagnols, les plus communs sont les Campagnols des neiges, les Campagnols de Fatio, les Campagnols roussâtres, les Campagnols provençaux et les Campagnols agrestes.
On note la présence de trois espèces de mulots, les Mulots sylvestres, les Mulots à collier et les Mulots alpestres.
Les grands rongeurs sont représentés par les Ecureuils roux, les Loirs gris, les Lérots, les Muscardins et les Rats noirs.
Chez les insectivores, ce sont les Musaraignes carrelet, les Musaraignes couronnées, les Musaraignes musettes et les Musaraignes pygmées. La présence de Musaraignes alpines, de Crossopes aquatiques et de Crossopes de Miller est également soupçonnée.

### Chiroptères
La conservation des Chiroptères représente un enjeu majeur sur les Hauts-Plateaux du Vercors. 24 espèces y sont recensées à ce jour sur les 36 que compte la France et les 31 connues en ex-région Rhône-Alpes. Cependant, une grande partie de ces espèces ne semble utiliser le territoire de la réserve naturelle que pour leur alimentation, avec "seulement" 7 espèces montrants des indices de reproduction sur le site.
Les trois espèces les plus fréquemment contactées sont la Pipistrelle commune, le Vespère de Savi, une espèce rupicole menacée par les activités d'escalade et l'Oreillard roux.
Certaines espèces typiquement montagnardes comme le Vespertilion bicolore, la Sérotine de Nilsson (considérée comme une relique boréale) ou l'Oreillard montagnard s'y rencontrent relativement fréquemment.
Les Hauts-Plateaux du Vercors accueillent également une des rares populations reproductrices régionales de Murin de Brandt. Des espèces menacées comme le Murin de Bechstein et le Minioptère de Schreibers y sont également contactées.
Les Hauts-Plateaux du Vercors semblent jouer un rôle d'escale pour des espèces migratrices rares et menacées comme la Noctule commune.
Un certain nombre d'espèces atteignent ici des altitudes élevées, voir record, comme le Petit Murin (1 350 m - plus haute observation régionale), le Grand Murin (1 733 m - plus haute observation régionale), le Murin de Daubenton (1 750 m - plus haute observation régionale), la Pipistrelle de Nathusius (1 500 m - plus haute observation régionale avec une observation à altitude similaire en Maurienne), la Pipistrelle de Kuhl (1 650 m - plus haute observation régionale) et l'Oreillard montagnard (1 800 m - plus haute observation régionale).
La mise en place de la Réserve biologique dirigée d'Archiane (728 ha) en 2000, celle Réserve biologique intégrale du Vercors (2 160 ha) où la sylviculture et le pastoralisme (ainsi que la chasse) sont interdits, en 2009 et la mise en place de la Réserve internationale de ciel étoilé du Vercors (zone cœur de 24 500 ha, zone tampon de 165 000 ha) en 2023 sont des outils se supperposant à la Réserve naturelle nationale des Hauts-Plateaux du Vercors et venant renforcer la protection du site, notamment en faveur des Chiroptères.

### Reptiles et Amphibiens
La diversité de reptiles et d'amphibiens est limitée par l'altitude, le climat froid des Hauts-Plateaux et la rareté des milieux humides. Des espèces comme la Vipère aspic, la Coronelle lisse, le Lézard vivipare, l'Orvet commun, le Crapaud commun ou la Grenouille rousse sont néanmoins considérées comme communes.
Le Lézard des murailles, le Lézard à deux raies, la Couleuvre verte-et-jaune, la Couleuvre d'Esculape, la Couleuvre helvétique, l'Alyte accoucheur, le Triton alpestre et la Salamandre tachetée sont également connus de façon plus localisée.

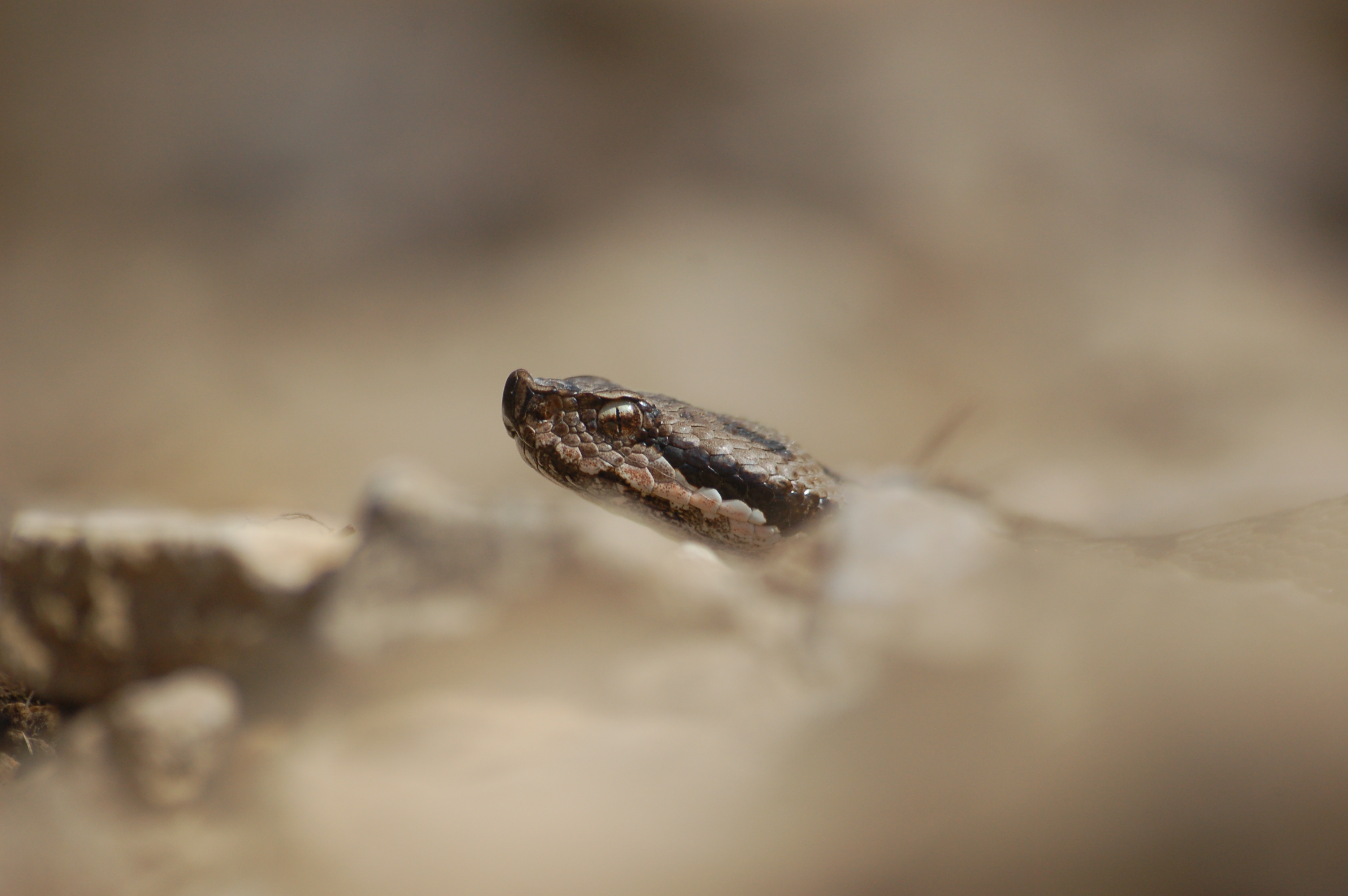
Vipère aspic (Vipera aspis) dans le sud des Hauts-Plateaux du Vercors

### Invertébrés
L'entomofaune est très diversifiée de par la diversité des milieux présents. À ce jour, 865 espèces d'arthropodes sont connues, mais la majeure partie des espèces présentes reste probablement à découvrir.
Les lépidoptères sont bien représentés, avec 347 espèces connues.
154 espèces de papillons de jour, soit environ 60 % des espèces connues en France métropolitaine. Les espèces les plus communément observées sont le Machaon, le Flambé, le Vulcain, la Petite Tortue, l'Apollon, la Mégère, le Demi-deuil et le Gazé.
Un grand nombre d'espèces à affinité alpine peuvent être observées, dont l'Hespérie des frimas, le Semi-Apollon, la Piéride irlandaise, le Solitaire, le Candide, l'Azuré alpin, l'Azuré des Soldanelles, le Nacré subalpin, le Nacré des Balkans, le Damier de l'Alchemille, la Mélitée de la Gentiane, la Gorgone, le Moiré des glaciers ou le Chamoisé des glaciers.
Quelques espèces rares et protégées, liées aux zones humides peuvent être observées sur la réserve naturelle, dont le Damier de la Succise, l'Azuré de la Croisette et le Cuivré des marais.
Enfin, quelques espèces méditerranéennes atteignent les Hauts-Plateaux du Vercors, comme l'Hermite, l'Alexanor, l'Azuré du serpolet, le Fadet des garrigues, le Citron de Provence ou le Sablé provençal. La Diane et la Proserpine y sont ponctuellement observées sur les limites sud de la réserve.
193 espèces de papillons de nuit sont également connues, dont par exemple l'Ecaille des steppes, l'Hermine, le Sphinx du pin, la Panthère, la Noctuelle du bouleau ou la Hachette. La présence de l'Isabelle de France n'a encore jamais été démontrée mais est soupçonnée.
379 espèces de coléoptères sont recensées à ce jour, ce qui n'est probablement qu'une petite partie de la diversité réelle. On y observe notamment le Carabe perlé, le Grand Capricorne, la Rosalie des Alpes, le Staphyllin odorant, le Scarabée rhinocéros ou la Trichie gauloise. Certaines espèces, notamment chez les coléoptères saproxyliques, sont rarissimes, et parfois connues uniquement sur ce site à l'échelle française.
Malgré la rareté des milieux humides, une vingtaine d'espèces d'odonates sont connues sur un réseau de petites mares présentes dans le sud de la réserve naturelle, avec des populations relativement conséquentes d'Aeschne des joncs, de Leste dryade et de Cordulégastre bidentée.
Certaines mares temporaires permettent également l'observation de l'anostracés Chirocephalus diaphanus, une espèce caractéristique de ces milieux très spécifiques et localisée en France. Ces animaux ne sont visibles que dans des conditions très spécifiques et ne sont pas observés tous les ans.
Au printemps et au début de l'été, 3 espèces d'ascalaphes (Ascalaphe blanc, Ascalaphe commun, Ascalaphe souffré) peuvent être observées dans les prairies de moyenne altitude.
Les orthoptères sont dans leur domaine sur les pelouses sèches et les landes avec 56 espèces connues. Les espèces les plus fréquemment rencontrées sont le Barbitriste ventru, l'Oedipode rouge, l'Oedipode stridulante, la Miramelle des moraines et l'Analote des Alpes, mais de nombreuses autres espèces sont connues.
Les diptères restent un groupe méconnu sur les Hauts-Plateaux du Vercors, avec seulement quelques espèces référencées comme la Mouche des chenilles ou le Chironome plumeux.
Il en va de même pour les hyménoptères, avec quelques espèces comme le Bourdon des pierres notées occasionnellement. Des inventaires ciblés permettraient probablement la découverte de centaines de nouvelles espèces pour le site.
Les araignées sont également un groupe très largement méconnu sur les Hauts-Plateaux du Vercors. On note cependant la présence de l'Erèse coccinelle, de la Saltique ensanglantée ou encore de l'Epeire feuille de chêne.

### Avifaune
L'avifaune est riche de 154 espèces observées à ce jour, dont au moins 80 sont nicheuses, avec une diversité particulièrement importante chez les petits passereaux nicheurs.
On rencontre des espèces montagnardes comme le Venturon montagnard, le Tarin des aulnes, le Bec-croisé des sapins, le Pipit spioncelle, le Traquet motteux, la Fauvette babillarde, le Roitelet huppé, le Grimpereau des bois, la Mésange boréale ou l'Accenteur alpin.
Quelques espèces méditerranéennes comme le Serin cini, la Fauvette passerinnette, le Bruant fou, le Bruant ortolan, le Pouillot de Bonelli ou le Pipit rousseline atteignent les Hauts-Plateaux.
Enfin, des espèces forestières dont le Pouillot siffleur, le Pinson des arbres, le Grosbec casse-noyaux, le Pipit des arbres, le Roitelet triple-bandeau, la Mésange huppée, la Mésange noire, l'Accenteur mouchet, le Troglodyte mignon ou le Rougequeue à front blanc sont très présentes.
Cette diversité en renforcée en hiver par des hivernants comme la Niverolle alpine, le Sizerin flammé ou le Pinson du nord, ainsi que, localement, sur certains secteurs d'altitude, le Bruant des neiges.
La diversité en turdidés est également importante avec deux espèces de merles nicheurs (Merle noir et Merle à plastron), et trois de grives (Grive musicienne, Grive draine et Grive litorne) ainsi que le Monticole de roche et occasionnellement, sur les falaises méridonales, le Monticole bleu.
Les secteurs forestiers sont occupés par de nombreux couples de Pic noir, Pic épeiche et localement de Torcol fourmilier qui profitent de la gestion forestière douce appliquée localement. On y trouve également localement le Cassenoix moucheté, la Bécasse des bois ou l'Engoulevent d'Europe.
Les prairies alpines sont occupées par les Cailles des blés, les Tariers des prés et les Linottes mélodieuses.
Les falaises sont fréquentées par d'importantes populations de Martinet à ventre blanc, Hirondelle de rochers, Tichodrome échelette, Chocard à bec jaune, Crave à bec rouge et Grand Corbeau.
Les steppes du sud de la réserve naturelle et certains sommets constituent des zones de halte importants pour des groupes de Pluvier guignard en migration, principalement à l'automne.
La diversité des rapaces présents sur la réserve naturelle est élevée. Les falaises des abords des Hauts-Plateaux du Vercors accueillent plusieurs couples d'Aigles royaux et de Faucons pèlerins qui fréquentent la réserve naturelle. De même, plusieurs couples de Grand-duc d'Europe sont connus en limite ou sur la réserve naturelle. En été, le Circaète Jean-le-Blanc y est assez commun avec plusieurs couples nicheurs de même que la Bondrée apivore, et le Faucon crécerelle est l'espèce de rapace la plus commune. Les zones forestières et de pré-bois accueillent également des populations d'Autour des palombes et d'Épervier d'Europe. Au passage migratoire, le Milan royal, le Milan noir et le Busard des roseaux ne sont pas rares.

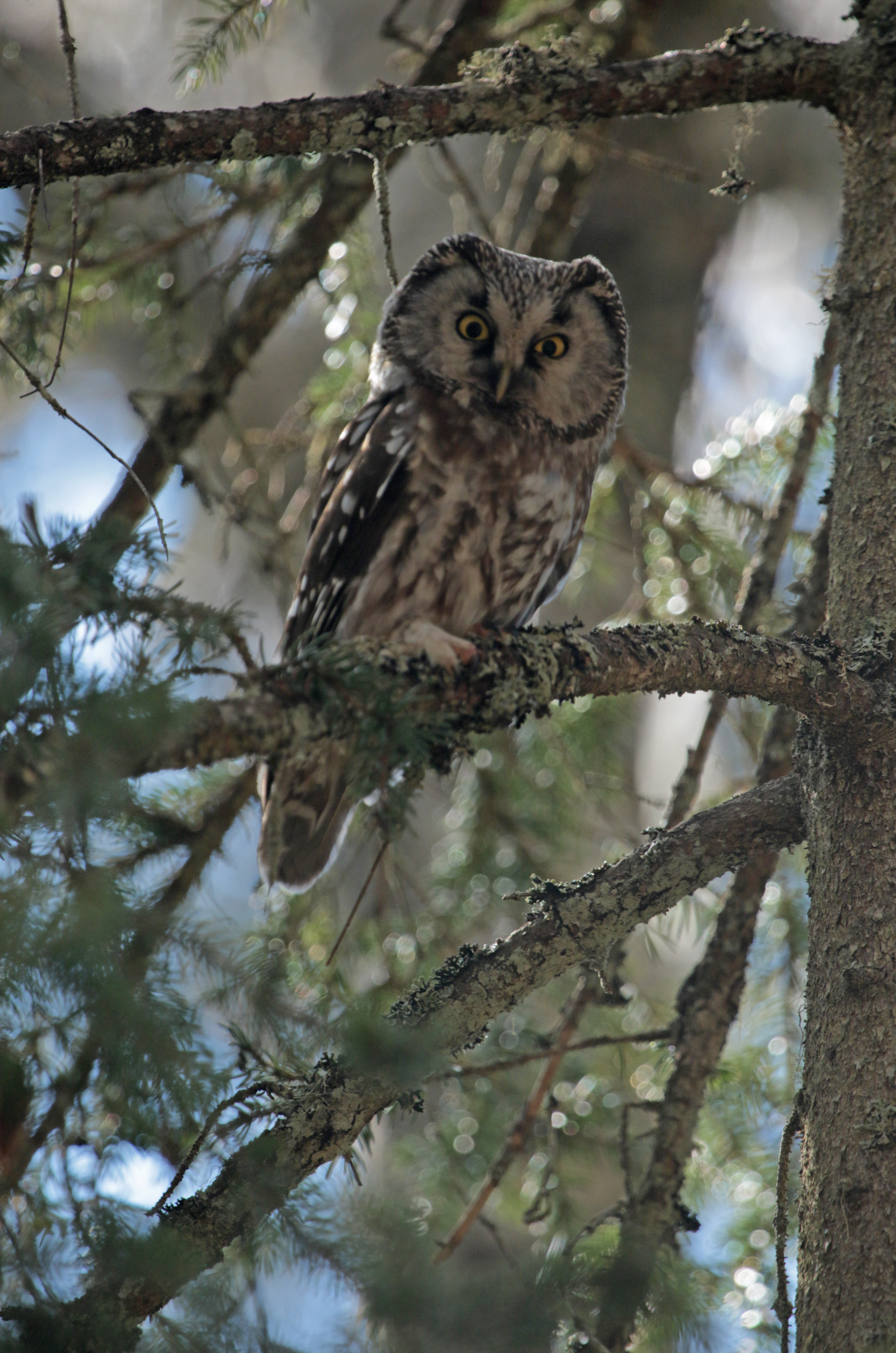
Chouette (ou Nyctale) de Tengmalm (Aegolius funereus) sur les Hauts-Plateaux du Vercors.

Les Vautours fauves ont été réintroduits dans le Vercors entre 1999 et 2008. Ils sont aujourd'huis reproducteurs sur de nombreuses falaises du sud de la réserve naturelle, et leur population locale a dépassé les 183 couples (2023), renforcés à la belle saison par des individus issus des populations voisines (Baronnies provençales, Grands Causses, Verdon...). Le Vautour moine est de plus en plus présent, arrivant des populations réintroduites dans les Baronnies provençales, du Verdon et les Grands Causses. Son observation est désormais régulière sur les Hauts-Plateaux du Vercors. Le Percnoptère d'Égypte est un visiteur rare mais annuel.
Le Gypaète barbu est réintroduit sur les Hauts-Plateaux du Vercors depuis 2010. Une première reproduction réussie a été notée sur la réserve naturelle en 2022. Un deuxième couple s'est installé et s'est reproduit avec succès en 2023.
Les divers milieux forestiers des Hauts-Plateaux accueillent d'importantes populations de Chevêchette d'Europe (estimée à 30 à 60 couples) et de Nyctale de Tengmalm. La Chouette hulotte et le Hibou moyen-duc sont également nicheurs.
Les 4 espèces de galliformes de montagne des Alpes sont présentes sur la réserve naturelle, avec une population de Tétras lyre en légère régression, une grande partie des zones forestières occupées par la Gélinotte des bois, et les Perdrix bartavelles et Lagopèdes alpins restreints aux secteurs de crêtes et de falaises. Le Grand Tétras a disparu à la fin du XIXe siècle du Vercors et n'est aujourd'hui plus présent dans les Alpes françaises.

## Intérêt touristique et pédagogique

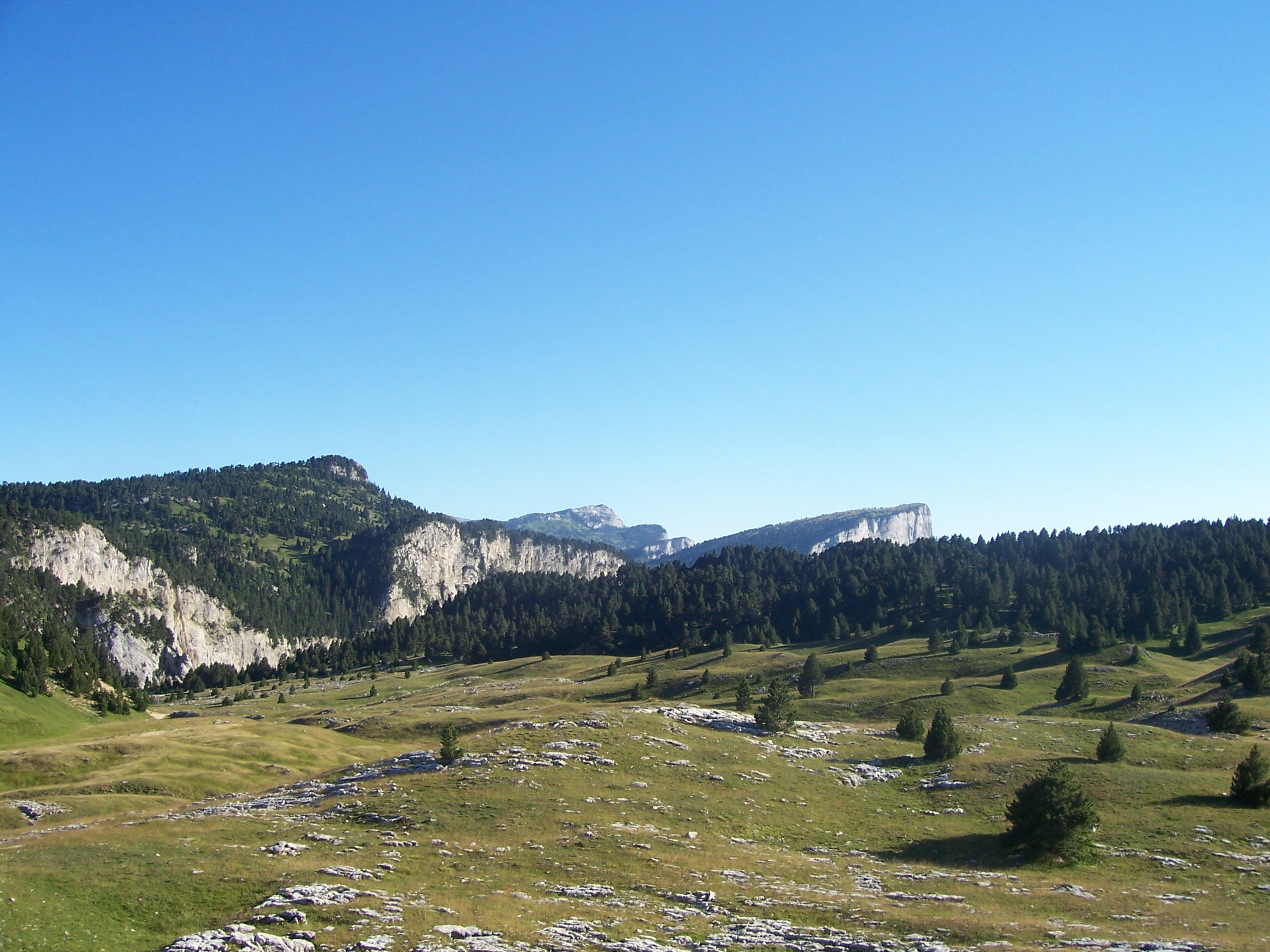
Les hauts-plateaux.

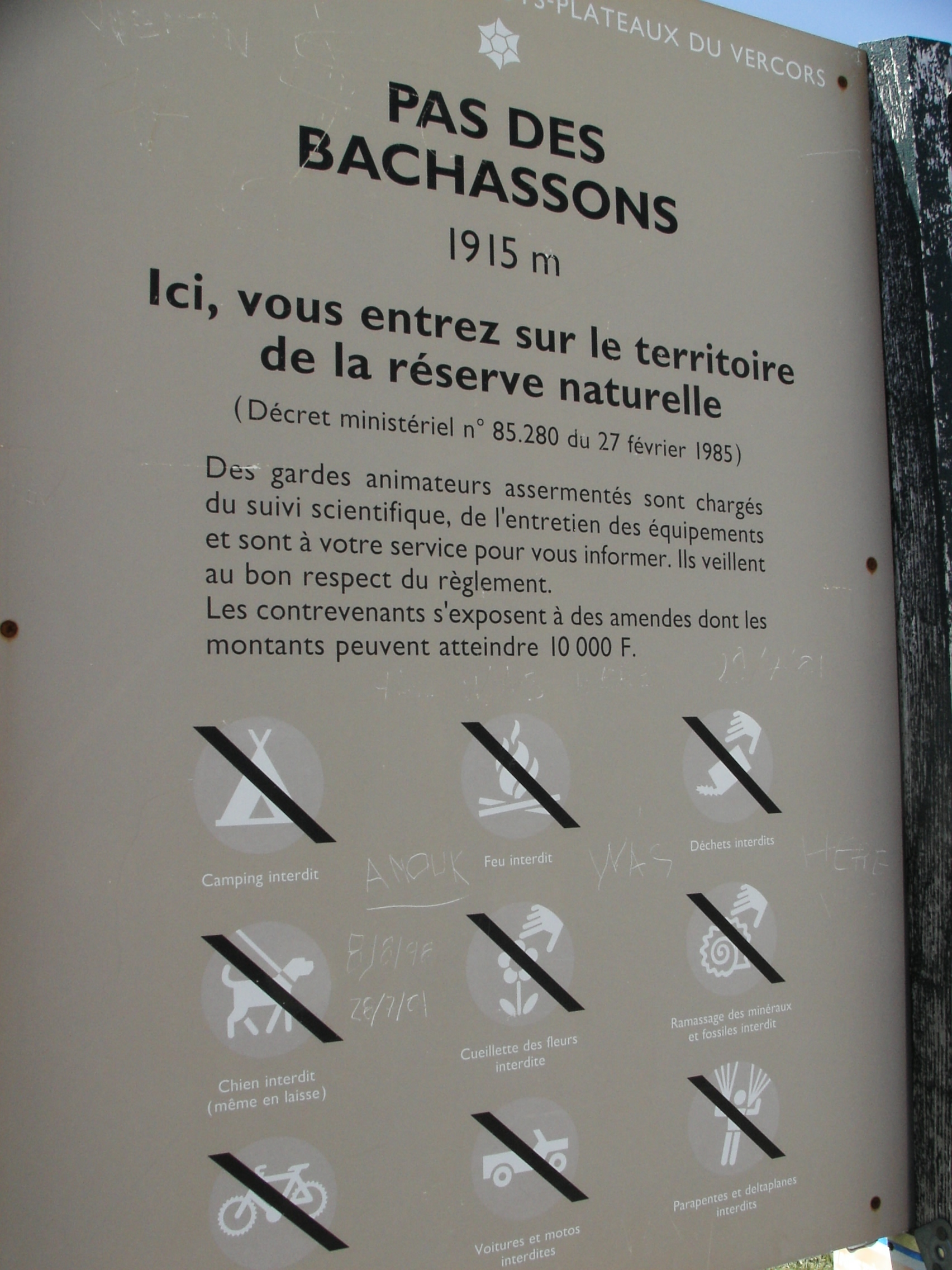
Balisage au Pas des Bachassons.

Peu de sentiers sont balisés sur la réserve naturelle, avec uniquement le sentier de grande randonnée GR 9, et ses deux variantes, le GR 91 et le GR 95, et quelques GR de pays. La randonnée doit s'y pratiquer avec un minimum de connaissances du milieu montagnard, et une certaine autonomie en eau du fait de la rareté des sources et de leur caractère aléatoire. 8 cabanes-abris non gardées sont mises à la disposition du public en libre service sur la réserve naturelle. Elles offrent un abri rustique mais appréciable lors des journées de pluie ou de brouillard, et sont les seuls endroits où le feu est autorisé, dans les poêles mis à disposition. Il s'agit des cabanes suivantes :  
- Cabane de l'Essaure (Vallon de Combeau)
- Cabane de Châtillon (Glandasse)
- Cabane de Chaumailloux (Pas de l'Aiguille)
- Cabane de Pré Peyret (Pas de Chabrinel)
- Cabane des Aiguillettes (Pas des Chatons) - attention, cette cabane est la seule sans poêle
- Cabane de la Jasse du Play
- Cabane de Tiolache du milieu
- Cabane de Carette (Corrençon-en-Vercors)

## Activités pratiquées sur la réserve naturelle

### Pastoralisme
Le pastoralisme est pratiqué depuis au moins sept siècles sur le territoire des Hauts-Plateaux du Vercors, comme l'attestent les nombreux restes de jasses. La réserve naturelle est un secteur d'estive pour des troupeaux ovins, caprins, bovins et équins, qui la fréquentent entre les mois de juin et octobre.
11 secteurs d'estives se partagent le territoire, ce qui représente un cheptel d'environ 15 000 ovins (et caprins) et 200 bovins et équins. Ce bétail appartient à des éleveurs locaux et à des éleveurs du sud de la France (Alpes-de-Haute-Provence, Var…) qualifiés de grands transhumants.
Du fait de la présence de grands prédateurs sur le territoire, des chiens de défenses (bergers des Pyrénées, bergers d'Anatolie, Cao de gado transmontano…) accompagnent les troupeaux. Leur présence, ainsi que celle des chiens de conduite (border collie…) est autorisée car ils sont considérés comme des chiens de travail.
En cas de rencontre, le meilleur comportement à adopter consiste à contourner le troupeau, éviter les gestes brusques et les cris, parler calmement au chien, descendre de vélo ou baisser ses bâtons et placer un objet entre le chien et soi afin de lui permettre de renifler notre odeur en conservant une petite distance.

### Sylviculture
La sylviculture est pratiquée sur une partie de la réserve naturelle, principalement sur les parcelles situées à l'ouest et autour du mont Aiguille. Le mode de gestion appliquée sur la réserve naturelle est doux et principalement structuré par une gestion en futaie jardinée. La sylviculture est interdite dans la réserve biologique intégrale.

### Activités de pleine nature
Les principales activités de pleine nature pratiquées sur la réserve naturelle sont la randonnée pédestre, la randonnée équestre et le VTT (sur les 3 itinéraires autorisés) en été, et le ski de randonnée nordique et la randonnée en raquettes en hiver.
L'alpinisme est pratiqué sur le mont Aiguille, et de nombreuses voies d'escalade existent dans le cirque d'Archiane, sur le Glandasse et le mont Aiguille.
La réserve naturelle est traversée tous les ans par un évènement sportif de portée nationale début mars : la GTV (Grande Traversée du Vercors), une course de ski de fond.
La chasse est également autorisée dans une certaine mesure sur une partie de la réserve naturelle. Elle reste cependant encadrée et principalement limitée aux ongulés (cerfs et chamois) et à quelques espèces de petit gibier (bécasse, Lièvre variable, grives…). La chasse est interdite sur la réserve biologique intégrale et sur certains autres secteurs de la réserve naturelle.

## Missions de la réserve naturelle
L'équipe de la réserve naturelle met en place les actions liées au plan de gestion courant sur une durée de 10 ans et validé par les différents acteurs concernés par la réserve naturelle et les services de l'État.
Les principales missions de l'équipe de la réserve naturelle sont les suivantes :
- assurer le suivi de la faune, de la flore et de tout le patrimoine naturel et historique du territoire de la réserve naturelle ;
- mettre en place les actions afin de permettre la conservation de ces patrimoine ;
- participer à la recherche scientifique ;
- accompagner les activités humaines ayant cours sur le territoire de la réserve naturelle (pastoralisme, sylviculture, activités de pleine nature…) ;
- assurer une mission d'éducation à l'environnement sur le territoire ;
- faire respecter la règlementation de la réserve naturelle et mener des opérations de police de l'environnement ;
- réaliser le contrôle des chantiers menés sur le territoire.

## Administration, règlement, protection
La réserve naturelle est administrée par les services du parc naturel régional du Vercors au sein duquel elle se trouve.

### Outils et statut juridique
La réserve naturelle a été créée par un décret du 27 février 1985 elle est gérée depuis le début par le parc naturel régional du Vercors, au sein duquel son territoire est intégralement inscrit.
Le territoire de la réserve naturelle des Hauts-Plateaux du Vercors est classé dans la catégorie IV de l'UICN (Aire de gestion des habitats/espèces).
Une réserve biologique intégrale de 2 160 ha a été instaurée en 2009 en son sein et est co-gérée par l'Office national des forêt et l'équipe de la réserve naturelle. Une nouvelle réserve biologique intégrale est également créée sur une superficie de 710 ha dans le cirque d'Archiane en 2022, chevauchant en partie la réserve naturelle et permettant la continuité de la protection sur les parties basses et les falaises de ce site. Dans ces réserve biologiques intégrales, la chasse, le pastoralisme et la sylviculture sont interdits. Seuls la randonnée et l'activité scientifique sont autorisés, et la nature est laissée en totale libre évolution.
Ces deux réserves biologiques intégrales, soit environ 2 870 ha, sont classées en catégorie Ia de l'UICN (réserve naturelle intégrale), plus haut statut de protection de la nature à l'échelle mondiale.
L'intégralité du territoire de la réserve naturelle est inclus dans la zone cœur de la réserve internationale de ciel étoilé du Vercors, créée en 2023, ce qui implique un classement du ciel et une protection contre les populations lumineuses.
L'intégralité du territoire de la réserve naturelle est classé en deux sites Natura 2000 au titre de la directive oiseaux (2009/147/CE) et de la directive habitat faune flore (92/43/CEE).
Environ 4 000 ha du territoire de la réserve naturelle sont la propriété du département de l'Isère et 1 180 ha sont la propriété du département de la Drôme au titre de leurs politiques d'espaces naturels sensibles.
Environ 800 ha sont directement propriété du ministère chargé de l'Environnement et ont permis de sécuriser le foncier de la réserve biologique intégrale du Vercors, le reste de ce territoire étant une propriété domaniale.
Deux sites sont classés comme sites classés, le site classé du Pas de l'Aiguille (Chichilianne), et de site classé du cirque d'Archiane (Châtillon-en-Diois).
D'une façon générale, 97 % du territoire de la réserve naturelle relève du foncier public (communes, départements, état) et 3 % du foncier est privé (propriétaires privés).

### Règlementation
Afin d'assurer la préservation du patrimoine naturel de la réserve naturelle des Hauts-Plateaux du Vercors, une règlementation spécifique s'y applique.
- Les chiens sont interdits, même tenus en laisse, toute l'année.
- Le feu est interdit en dehors des poêles mis à disposition dans les cabanes-abris.
- La circulation et le stationnement des véhicules à moteurs (voitures, quads, motos…) sont interdits en dehors des ayants droit et de la route forestière des Charbonnières.
- La circulation des VTT et de tout cycle est interdite en dehors des 3 itinéraires autorisés (piste de La Coinchette, Piste de Papavet et variante GTV) et balisés comme tel.
- Le bivouac est autorisé dans la limite des horaires suivants : installation des tentes après 17 heures et démontage avant 9 heures. Il est interdit depuis janvier 2022 au sommet du mont Aiguille.
- L'abandon de déchets est interdit.
- Toute forme de survol et de décollage ou d'atterrissage est interdite (parapente, planeur, hélicoptères, avions, drones, voiles de snowkite, base-jump, wingsuit…) à moins de 300 m du sol.
- Toute atteinte à la flore est interdite en dehors de la récolte familiale des baies et champignons.
- Toute atteinte à la faune est interdite (dérangement, destruction…).
- Toute récolte de fossiles ou de minéraux est interdite.
- Toute atteinte à l'aspect de la réserve naturelle, y compris la construction de cairns ou de murets, est soumise à autorisation.
- Tout balisage est soumis à autorisation.
- L'utilisation commerciale de l'image de la réserve naturelle des Hauts-Plateaux du Vercors (photos, vidéos…) est soumise à autorisation.

## Controverse
La réserve naturelle des Hauts-Plateaux du Vercors s'est retrouvée au cœur d'une controverse en 2020 à la suite de l'ouverture de la chasse sur une propriété du département de l'Isère entièrement comprise dans la réserve naturelle et où aucune chasse n'avait été pratiquée depuis 30 ans. Cette décision a été annulée, et la chasse fermée sur cette propriété, par une décision du tribunal administratif de Grenoble à l'automne 2022. La pratique de la chasse est régulièrement remise en cause sur la réserve naturelle des Hauts-Plateaux du Vercors, et dans les réserves naturelles et parcs nationaux en général.

### Vidéographie
```
« 
Réserve biologique intégrale du Vercors en vidéo
 » 
(consulté le 
30 mars 2024
)
```